# Ford Mustang (première génération)
Cet article concerne la première génération de l'automobile Ford Mustang. Pour des informations générales sur la Mustang, consultez Ford Mustang.
Pour les articles homonymes, voir Ford Mustang (homonymie) et Mustang.
La Ford Mustang de première génération a été fabriquée par Ford de mars 1964 à 1973. L'introduction de la Mustang a créé une nouvelle catégorie d'automobiles connue sous le nom de pony car. Le style de la Mustang, avec son long capot et son coffre court, s’est avéré extrêmement populaire et a inspiré une foule de concurrentes.
Elle a été initialement introduite le 17 avril 1964, en version à toit rigide et cabriolet, la version fastback a été mise en vente en août 1964. Au moment de son introduction, la Mustang, partageant sa plate-forme avec la Ford Falcon, était insérée dans le segment des voitures compactes.
À chaque révision, la Mustang a vu une augmentation de ses dimensions globales et de la puissance de son moteur. Le modèle de 1971 a subi une refonte radicale par rapport à ses prédécesseurs. Après une poussée initiale, les ventes étaient en baisse constante, car Ford a commencé à travailler sur une Mustang de nouvelle génération. Avec le début de la crise pétrolière de 1973, Ford était prêt, ayant déjà conçu la plus petite Mustang II pour l'année modèle 1974.

## Conception et stylisme
En tant que directeur général adjoint et ingénieur en chef de Lee Iacocca, Donald N. Frey était l'ingénieur en chef du projet Mustang - supervisant le développement de la Mustang en un temps record de 18 mois, de septembre 1962 à mars 1964,. - tandis que Iacocca lui-même a défendu le projet en tant que directeur général de la division Ford.
S'inspirant du concept car Ford Mustang I à moteur central, Lee Iacocca a ordonné le développement d'une nouvelle «petite voiture» au vice-président du design de Ford, Eugene Bordinat.
Bordinat a chargé les trois studios de conception de Ford (Ford, Lincoln-Mercury et Advanced Design) de créer des propositions pour le nouveau véhicule.
Les équipes de conception avaient reçu cinq objectifs pour la conception de la Mustang : elle devait avoir quatre places, des sièges baquets et un levier de vitesses au sol, ne devait pas peser plus de 1 100 kg et ne pas dépasser plus de 4,5 m, devait se vendre moins de 2 500 $ et offrir de multiples options de puissance, de confort et de luxe.

## Conception
Le studio de design Ford a finalement produit le design gagnant du concours intra-muros, sous la direction du chef de projet, Joe Oros et de son équipe, L. David Ash, Gale Halderman et John Foster. Cette conception était appelée la Cougar par l'équipe de conception,.
Oros déclare:

« J'ai ensuite convoqué une réunion avec tous les designers du studio Ford. Nous avons parlé de la voiture sportive pendant la majeure partie de cet après-midi, définissant des paramètres pour ce à quoi elle devrait ressembler - et à quoi elle ne devrait pas ressembler - en faisant des listes sur un grand tapis, une technique que j'ai adaptée du séminaire de gestion. Nous avons enregistré les listes dans tout le studio pour rester sur la bonne voie. Nous avions également des photographies de toutes les voitures sportives précédentes qui avaient été réalisées dans le studio Corporate Advanced comme guide de thèmes ou d'idées fatiguées ou inacceptables pour la direction. En une semaine, nous avions mis au point un nouveau design. Nous avons découpé des modèles et les avons adaptés au modèle d'argile qui avait été commencé. Nous avons coupé directement dedans, ajoutant ou supprimant de l'argile pour accueillir notre nouveau thème, donc ce n'était pas comme tout recommencer. Mais nous savions que Lincoln-Mercury aurait deux modèles. Et Advanced en aurait cinq, certains qu'ils avaient précédemment montrés et modifiés, plus quelques extras. Mais nous n'aurions qu'un seul modèle car le studio Ford avait un calendrier de production pour un bon nombre de liftings et d'autres projets. Nous ne pouvions pas nous permettre la main-d'œuvre, mais nous avons rattrapé le temps perdu en travaillant 24 heures sur 24 afin que notre modèle soit prêt pour la revue de direction. »

Dans une interview en 2004, Oros se souvient de la planification derrière la conception:

« J'ai dit à l'équipe que je voulais que la voiture plaise aux femmes, mais je voulais que les hommes la désirent aussi. Je voulais une partie avant de type Ferrari, le motif centré sur l'avant - quelque chose de lourd ressemblant au logo Maseratti [sic], mais, s'il vous plaît, pas un trident - et je voulais des prises d'air sur le côté pour refroidir les freins arrière. J'ai dit qu'elle devrait être aussi sportive que possible et avoir l'air d'être liée au design européen. »

### David Ash
L. David Ash est souvent crédité du style réel de la Mustang. Ash, dans une interview de 1985 parlant de l'origine du design de la Mustang, interrogé sur le degré de sa contribution, a déclaré :

« Je dirais substantiel. Cependant, quiconque dit avoir conçu la voiture par lui-même a tort. Iacocca ne l'a pas conçu. Il l'a imaginé. Il en est appelé le père et, à cet égard, il l'était. Je ne l'ai pas conçu complètement, pas plus qu'Oros. Elle a été conçue par un groupe de design. Si vous regardez la photographie prise lors du banquet de remise des prix de la Société des designers industriels où la Mustang a reçu la médaille; il y a Damon Woods dessus (le groupe qui a fait l'intérieur), et Charlie Phaneuf (qui était avec Damon), et il y a moi et John Foster (qui était avec moi), il y a (John) Najjar dessus. »

« Personne n'a donc fait la voiture en tant que telle. Iacocca, dans son livre, vient et dit que j'ai fait la voiture. C'est juste là en version imprimée, "C'est la Mustang de Dave Ash." Bordinat vous dira que j'ai fait la voiture. Ce livre vous dit que j'ai fait la voiture, mais en fait, j'ai eu beaucoup d'aide, et je ne pense pas que quiconque ait jamais fait une voiture par lui-même, pas en ces temps en tout cas. »

### Gale Halderman
Gale Halderman, dans une interview accordée à Collectible Automobile en 2002, a parlé de l'évolution de la Mustang à travers le studio de design Ford:

« Dave Ash avait commencé un modèle d'argile de la voiture. C'était une voiture très carrée et très rigide. Joe est revenu d'une conférence de gestion, l'a vu et a dit: "Non, non, non, nous n'allons pas faire ça!" C'est là qu'il est venu me voir… il a dit: «… nous venons de recevoir une mission de [Gene] Bordinat pour faire une proposition sur une petite voiture que Lee [Iaccoca] veut construire. Nous devons en faire une, et je veux que vous travailliez sur ce projet." Je suis rentré chez moi et j'ai dessiné des voitures, et j'ai pris environ cinq ou six croquis avec moi le lendemain matin et les ai mis sur le tableau. »

« Nous avons dû mettre au moins 25 croquis au tableau ce matin-là, car Joe avait confié à trois ou quatre autres personnes le soin de faire des dessins. Joe a choisi l'un des croquis que j'ai fait à la maison pour être modelé en argile ... alors nous avons en fait recommencé sur le modèle d'argile [de Dave Ash] avec le thème de l'un de mes designs, qui avait des écopes sur les côtés. »

Pour réduire les coûts de développement, la Mustang utilisait des composants de châssis, de suspension et de transmission dérivés des Ford Falcon et Fairlane. Elle utilisait un châssis de type plate-forme unifié de la Falcon de 1964 et des rails latéraux à caissons soudés, y compris des traverses soudées. Bien que les Mustang à toit rigide aient représenté les ventes les plus élevées, les problèmes de durabilité du nouveau cadre ont conduit à l'ingénierie d'un cabriolet en premier, ce qui a assuré une rigidité adéquate. La longueur totale de la Mustang et de la Falcon était identique, bien que l'empattement de la Mustang soit légèrement plus court. Avec une largeur totale de 1 732 mm, elle était 61 mm plus étroite, mais la voie des roues était presque identique. Le poids à l'expédition, environ 1 200 kg avec le moteur six cylindres en ligne, était également similaire à celui de la Falcon. Un modèle V8 entièrement équipé pesait environ 1 400 kg. Bien que la plupart des pièces mécaniques soient de la Falcon, la carrosserie de la Mustang était complètement différente ; arborant un empattement plus court, une voie plus large, une position assise plus basse et une hauteur globale inférieure. Une première dans l'industrie, la «boîte de couple» était un système structurel innovant qui renforçait considérablement la construction de la Mustang et contribuait à une meilleure maniabilité.
Gale Haldeman a parlé de l'ingénierie et de la conception de la voiture dans son interview, déclarant:

« Personne ne savait que la Mustang allait être aussi populaire qu'elle l'était, mais cela a créé un énorme émoi dans l'entreprise. Tout le monde a adoré, même les ingénieurs, même si nous avons dû maîtriser 75 règles d'ingénierie et de fabrication internes. La Mustang avait les premiers pare-chocs flottants. L'ensemble de la partie avant était un moulage sous pression avec un capot flottant. »

« Il y avait tellement de choses que les ingénieurs ont dit que nous ne devrions pas faire, mais ils ne voulaient pas non plus les changer. Il y avait tellement d'enthousiasme dès le début. Même les pilotes de la piste d'essai l'ont adoré. Nous la prenions pour des réunions, et les foules de gens autour étaient énormes. C'était totalement inhabituel, alors nous soupçonnions que la Mustang allait être un succès. »

L'idée d'un fastback est également née avec Joe Oros et a été conçue dans le studio de Charlie Phaneuf. Haldeman se souvient:

« Nous l'avons fait en secret. Personne, y compris [Hal] Sperlich ou Iacocca, ne l'a vu jusqu'à ce qu'elle soit terminée. Nous l'avons coulé en fibre de verre, l'avons peint en rouge vif, puis nous l'avons montré à Iacocca. Il a dit: "Nous devons la faire!" »

Un modèle 4 portes supplémentaire a été conçu par Dave Ash en tant que modèle d'argile, mais n'a pas été considéré.

## Mi-1964-1966

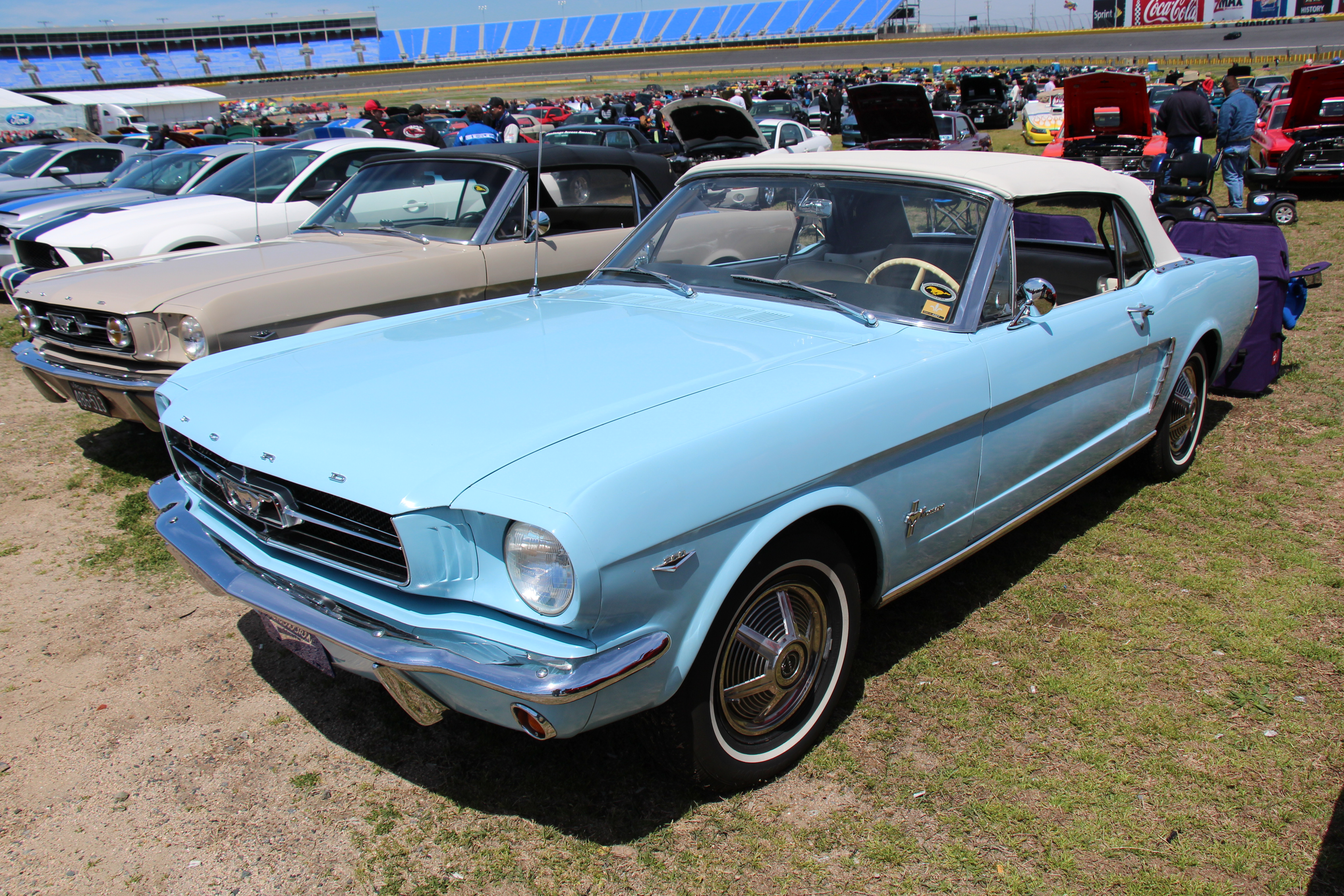
Ford Mustang Convertible mi-1964 moteur V8 Windsor 4,3L (260 ci)

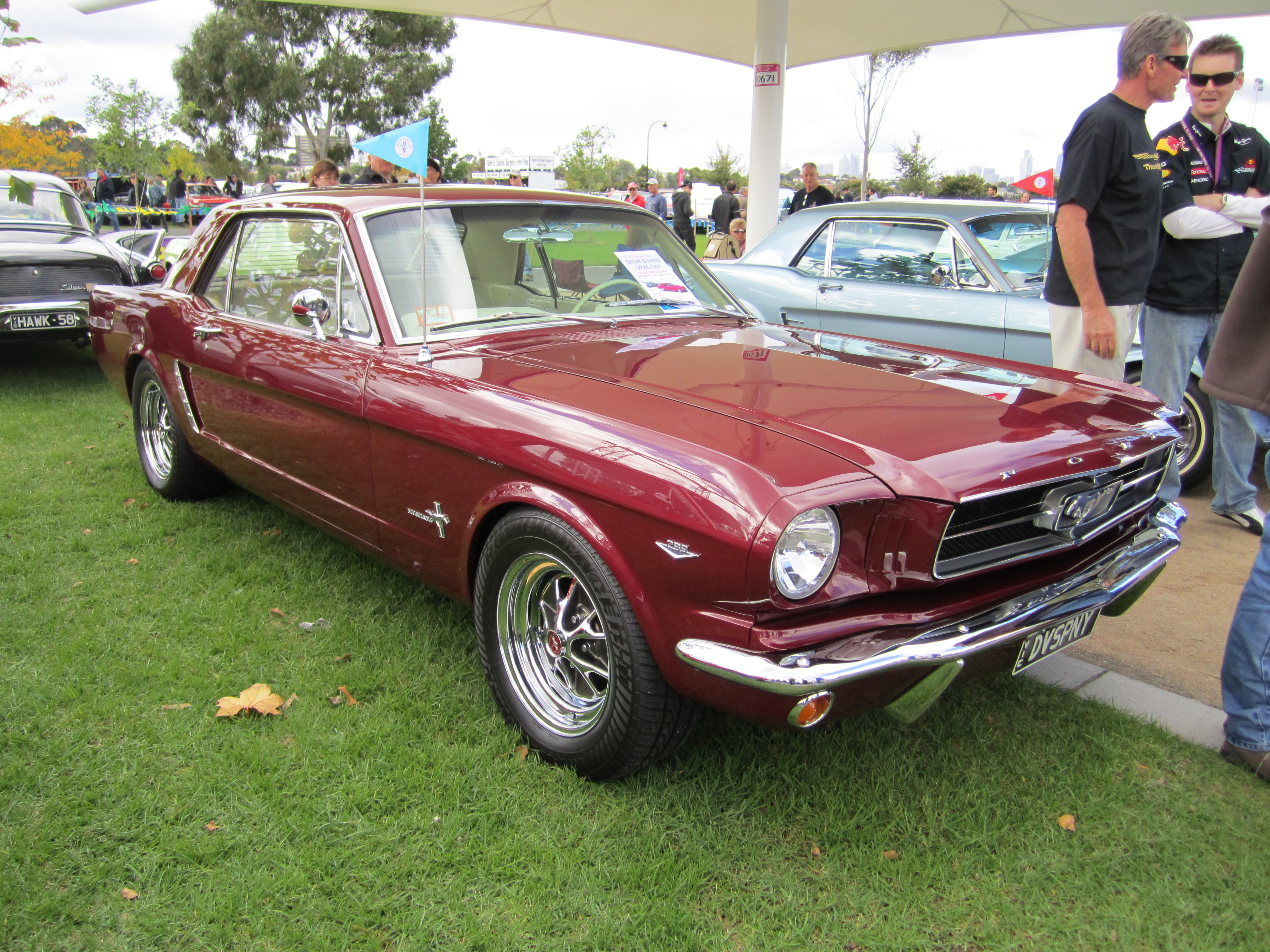
Ford Mustang Hardtop de 1965 moteur V8 Windsor 4,7L (289 ci)

Puisqu'elle a été introduite quatre mois avant le début normal de l'année de production de 1965 et fabriquée aux côtés des Ford Falcon de 1964 et des Mercury Comet de 1964, les premières Mustang sont largement appelées modèle de mi-1964 par les amateurs. Néanmoins, toutes les voitures de "mi-1964" se sont vu attribuer un VIN américain standard de 1965 au moment de la production et - à quelques exceptions près comme les tout premier matériel de promotion - ont été commercialisées par Ford en tant que modèles de 1965. Le modèle à toit rigide bas de gamme utilisait un moteur 6 cylindres en ligne «U-code» de 2,8 L emprunté à la Falcon, ainsi qu'une transmission manuelle à trois vitesses et vendu au détail pour 2 368 $ US. L'équipement standard des Mustang du début de 1965 comprenait des ceintures de sécurité avant noires, une lumière pour la boîte à gants et un tableau de bord rembourré. La production a commencé en mars 1964 et la Mustang de série numéro un (5F08F100001) a été vendue le 14 avril 1964 chez le concessionnaire George Parsons Ford de St. John's, Terre-Neuve, Canada. L'introduction officielle a suivi le 17 avril à l'Exposition universelle de 1964. Les modèles V8 étaient identifiés avec un badge sur l'aile avant qui énonçait la cylindrée du moteur en pouces cubes («260» ou «289») sur un large «V». Cet emblème était identique à celui de la Fairlane de 1964.
Plusieurs changements apportés à la Mustang ont eu lieu au début de l'année modèle 1965 "normale" en août 1964, environ quatre mois après son introduction. Ces voitures sont appelées «modèles de fin 65». La gamme de moteurs a été modifiée, avec un moteur "T-code" de 3,3 L qui produisait 122 ch (89 kW). La production du moteur «F-code» de 4,3 L de la Fairlane a cessé à la fin de l'année modèle 1964. Il a été remplacé par un nouveau moteur "C-code" de 203 ch (149 kW) et 4,7 L avec un carburateur double corps en tant que V8 de base. Une version à carburateur à quatre corps du moteur «A-code» de 228 ch (168 kW) était la suivante en ligne, suivie par le moteur «K-code» 289 HiPo inchangé et équipé d'un carburateur Autolite 4100 à 4 corps de 275 ch (202 kW) à 6 000 tr/min et 423 N m à 3 400 tr/min. Le générateur électrique DC a été remplacé par un nouvel alternateur AC sur toutes les Ford (une façon de distinguer un modèle de 1964 d'un modèle de 1965 est de voir si le voyant de l'alternateur sur le tableau de bord indique "GEN" ou "ALT").

### Groupe d'équipement GT

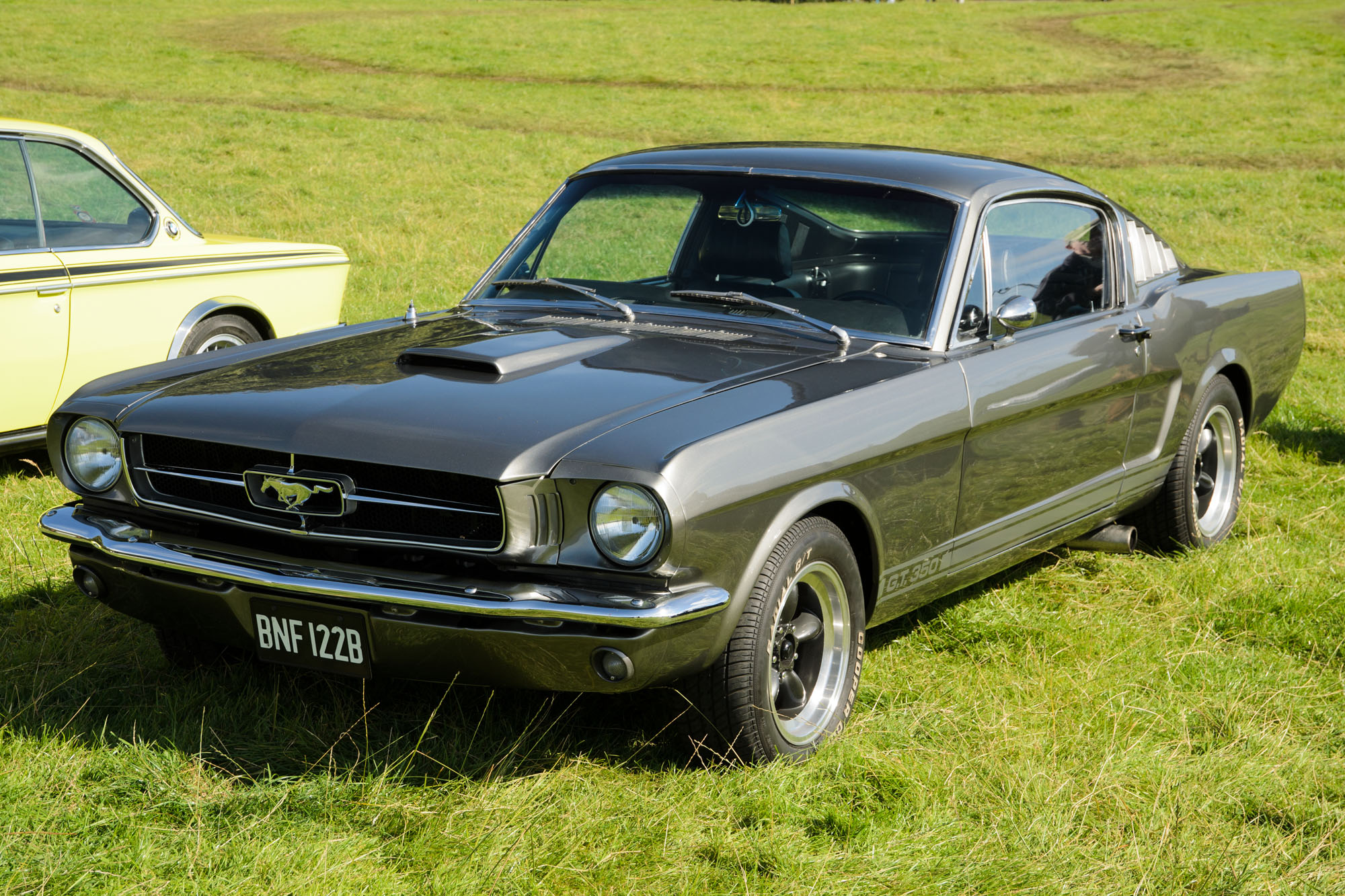
Shelby Mustang GT350

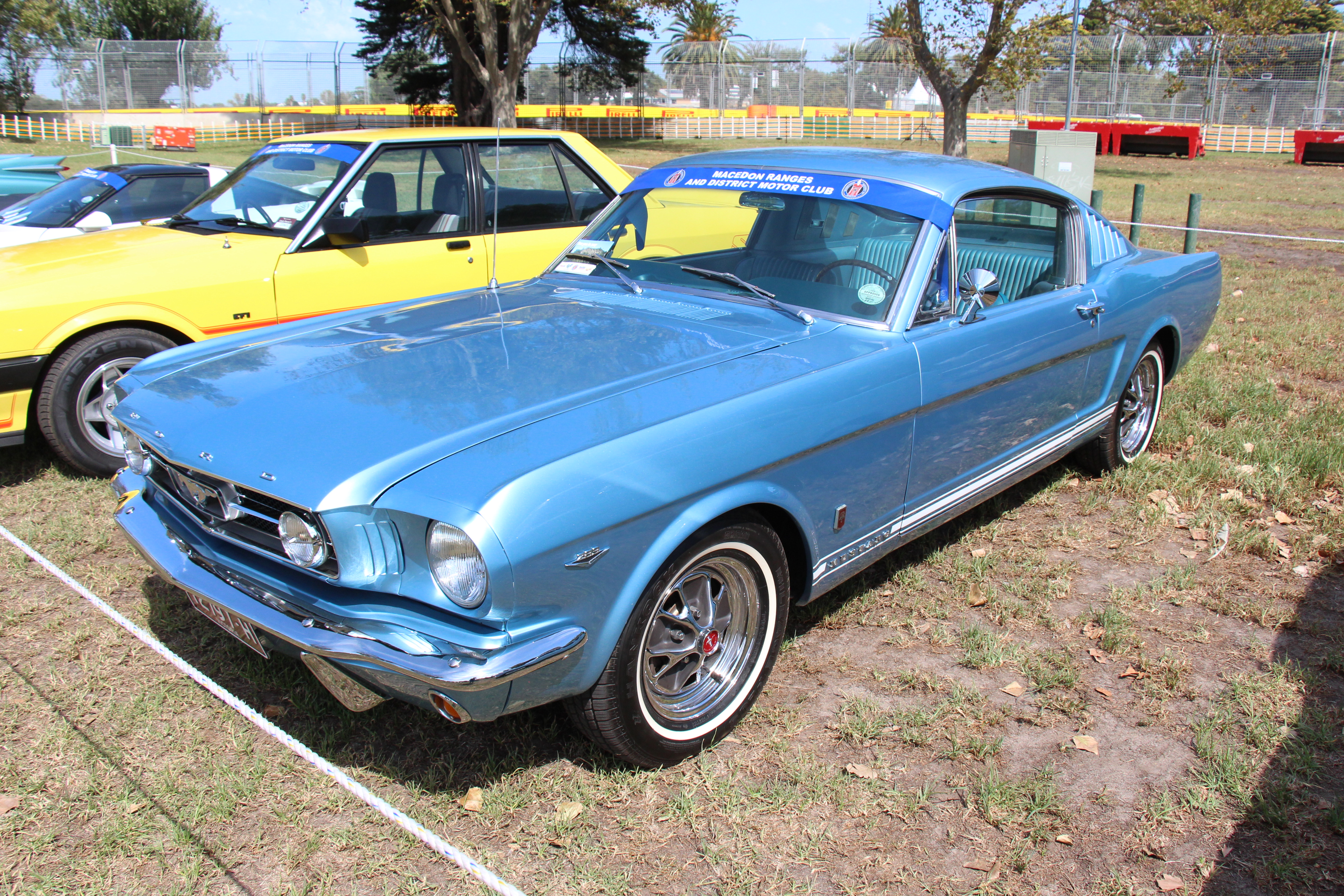
Ford Mustang GT Fastback de 1965

La version Mustang GT a été introduite sous le nom de "groupe d'équipement GT" et comprenait un moteur V8 (le plus souvent le "289" de 228 ch, 168 kW), des phares antibrouillards montés sur la calandre, des bandes sur le bas de caisse et des freins à disque. À l'intérieur, l'option GT ajoutait un tableau de bord différent qui comprenait un indicateur de vitesse, une jauge de carburant, une jauge de température, une jauge de pression d'huile et un ampèremètre dans cinq cadrans ronds (les jauges n'étaient cependant pas marquées de chiffres). Un moteur à carburateur à quatre corps était désormais disponible avec tous les styles de carrosserie. De plus, les feux de recul étaient une option ajoutée à la voiture à partir de la production d'août 1964. La Mustang n'était à l'origine disponible qu'en version à toit rigide ou cabriolet, mais pendant les premières phases de conception de la voiture, un modèle fastback était fortement envisagé. Pour 1965, la Mustang Shelby est née, elle n'était disponible que dans la nouvelle version de carrosserie fastback avec sa vitre arrière élancée et ses persiennes de ventilation distinctives. En 1965, ils ont construit 15 079 Mustang qui présentaient le groupe d'équipement GT. Pour 1966, ils ont construit 25 517 GT. Selon le guide de production Jim Smart, la fastback aurait été la plus courante, suivi du coupé puis du cabriolet.

### Options
Les caractéristiques intérieures standard de la Mustang de 1965 comprenaient des sièges baquets réglables pour le conducteur et le passager, une radio AM et un levier de vitesses au plancher dans une variété d'options de couleur. Ford a ajouté des options intérieures supplémentaires au cours de l'année modèle 1965. Le groupe de décoration intérieure était populairement connu sous le nom de "Pony Interior" en raison de l'ajout de poneys de course en relief sur les devants des sièges, et comprenait également des accoudoirs intégrés, des accents appliqués en similibois et un groupe de jauges rondes qui remplaceraient l'instrumentation Falcon standard. Des pare-soleil, un miroir télécommandé (mécanique), une console au plancher et une banquette étaient également disponibles. Ford a ensuite offert une unité de climatisation sous le tableau de bord et a abandonné l'option du vinyle avec les sièges en tissu, offerte uniquement dans les modèles du début de 1965. Une option conçue strictement pour le plaisir était la Rally-Pac. Introduite en 1963 après le succès de Ford au Rallye de Monte Carlo de cette année-là et disponible sur d'autres compacts et intermédiaires de Ford et Mercury, la Rally-Pac était une combinaison d'horloge et de tachymètre monté sur la colonne de direction. Elle était disponible en option commandée d'usine pour 69,30 $. Installé par un concessionnaire, la Rally-Pac coûte 75,95 $. Une option de roue de 14 pouces était disponible pour les véhicules Rally-Pac et GT350R élargissant la voie avant et arrière à 57,5". Une boussole, des ceintures de sécurité arrière, un climatiseur et des feux de recul étaient également en option.
Une enquête nationale de Popular Mechanics auprès des propriétaires a inclus de nombreuses plaintes concernant l'espace pour les jambes. La consommation de carburant était très bonne pour l'époque, avec un test publié par Popular Mechanics évaluant le petit V8 de 4,3 L avec transmission automatique à 11,2 L/100 km à 97 km/h.
La Mustang de 1966 a fait ses débuts avec des changements de finition modérés, notamment une nouvelle calandre, une nouvelle décoration latérale, des nouveaux enjoliveurs et un nouveau bouchon d'essence. La nouvelle transmission automatique à trois vitesses C4 "Cruise-O-Matic" de Ford est devenue disponible pour le V8 de 225 ch. Le moteur K-code 289 "HiPo" était également proposé avec une transmission C4, mais il avait des composants internes plus solides et peut être identifié par le boîtier extérieur du servo qui est marqué d'un «C». L'arbre à cames à levage solide de longue durée qui permettait au moteur 289 de produire à haut régime la puissance pour laquelle il était connu, n'était pas convivial pour un convertisseur de couple automatique à faible vitesse de décrochage. Le moteur "HiPo" pouvait être repéré très facilement par l'amortisseur de vibrations de 25 mm d'épaisseur, (par rapport à 13 mm sur la version 228 ch (168 kW)) et par l'absence d'unité d'avance par dépression sur le double point distributeur. Lorsque les couvercles de soupape sont retirés, il y a une grande lettre «K» estampée entre les ressorts de soupape, ainsi que des goujons à visser (par rapport à un goujon enfoncé pour les autres moteurs 289) pour les culbuteurs réglables. Un grand nombre de nouvelles options de peinture et de couleurs intérieures, un système audio AM/huit pistes et l'une des premières radios automobiles mono AM/FM ont également été proposés. Les caractéristiques auparavant optionnelles, les jauges rondes et les pare-soleil rembourrés qui sont devenues des équipements standard, ont retiré le tableau de bord Falcon. La Mustang serait le cabriolet le plus vendu en 1966, avec 72 119 modèles vendus, battant l'Impala numéro deux de près de 2 contre 1.
Les Mustang de 1965 et 1966 se distinguent par des variations extérieures, malgré un design similaire. Ces variations incluent l'emblème sur les panneaux de quarts derrière les portes. À partir de la production d'août 1964, l'emblème était une seule pièce en chrome et verticale, tandis que pour les modèles de 1966, l'emblème était plus petit en hauteur et avait trois barres horizontales s'étendant du dessin, ressemblant à un «E». Les grilles d'admission avant et les ornements étaient également différents. La calandre avant de 1965 utilisait un motif «en nid d'abeille», tandis que la version de 1966 était de style «rainuré». Alors que les deux années modèles utilisaient l'emblème "Horse and Corral" sur la calandre, les modèles de 1965 avaient quatre barres s'étendant de chaque côté du corral, alors que ces barres ont été supprimées pour les modèles de 1966. L'année modèle 1966 a vu l'introduction de l'édition limitée "High Country Special", 333 d'entre elles ont été vendues dans le Colorado, le Wyoming et le Nebraska.
Lorsque Ford a voulu introduire la Mustang en Allemagne, ils ont découvert que la société Krupp avait déjà enregistré le nom pour un camion. La société allemande a proposé de vendre les droits pour 10 000 dollars américains. Ford a refusé et a retiré les badges Mustang des unités exportées, nommant à la place les voitures T-5 (un nom de projet pour la Mustang de pré-production) pour le marché allemand jusqu'en 1979, date à laquelle les droits d'auteur de Krupp ont expiré.

### Prototype de Mustang à transmission intégrale de 1965
En 1965, Harry Ferguson Research a acheté trois Mustang à toits rigides et les a convertis en 4x4 dans le but d'en vendre à des clients potentiels sur leur système FF AWD. Un système similaire a été utilisé dans la voiture de course de Formule 1, la Ferguson P99, et serait ensuite présenté dans la Jensen FF, considérée comme la première voiture de tourisme non tout-terrain à traction intégrale. Comme dans la Jensen FF, les Mustang à traction intégrale comportaient également un freinage antiblocage qui serait plus tard connu sous le nom d'ABS. Le système Dunlop Maxaret a été modifié par rapport à son utilisation d'origine sur les avions.

### Mustang à conduite à droite de 1966
Ford Australie organisait l'importation et la conversion de la Mustang de 1966 en conduite à droite (CAD) pour le marché australien,. Cela a coïncidé avec le lancement de la nouvelle Falcon XR pour 1966, commercialisée sous le nom de "Mustang-bred Falcon" (Falcon de race Mustang). Pour distinguer la conversion officielle de l'industrie artisanale, les Mustang à conduite à droite étaient appelées «Ford Australia Delivered Mustang» (Mustang livré pour Ford Australie) et avaient des plaques de conformité similaires à ceux de la Falcon XR. Environ 209 modèles ont été importés en Australie - 48 unités ont été converties en 1965 et les 161 autres ont été finies en 1966.

### Moteurs
| Cylindrée du moteur, type, type de carburateur                                     | Puissance max. SAE             | Couple max.            |
| ---------------------------------------------------------------------------------- | ------------------------------ | ---------------------- |
| Six cylindres en ligne Thriftpower de 2,8 L (170 ci) simple corps (1964)           | 106 ch (78 kW) à 4 400 tr/min  | 212 N m à 2 400 tr/min |
| Six cylindres en ligne Thriftpower de 3,3 L (200 ci) avec simple corps (1965-1966) | 122 ch (89 kW) à 4 400 tr/min  | 258 N m à 2 400 tr/min |
| V8 Windsor de 4,3 L (260 ci) double corps (1964)                                   | 166 ch (122 kW) à 4 400 tr/min | 350 N m à 2 200 tr/min |
| V8 Windsor de 4,7 L (289 ci) double corps (1965-1966)                              | 203 ch (149 kW) à 4 400 tr/min | 382 N m à 2 400 tr/min |
| V8 Windsor de 4,7 L (289 ci) quatre corps (1964)                                   | 213 ch (157 kW) à 4 400 tr/min | 407 N m à 2 800 tr/min |
| V8 Windsor de 4,7 L (289 ci) quatre corps (1965-1966)                              | 228 ch (168 kW) à 4 800 tr/min | 414 N m à 3 200 tr/min |
| V8 Windsor HiPo de 4,7 L (289 ci) quatre corps (1964-1966)                         | 275 ch (202 kW) à 6 000 tr/min | 423 N m à 3 400 tr/min |
| ,                                                                                  |                                |                        |

## 1967-1968

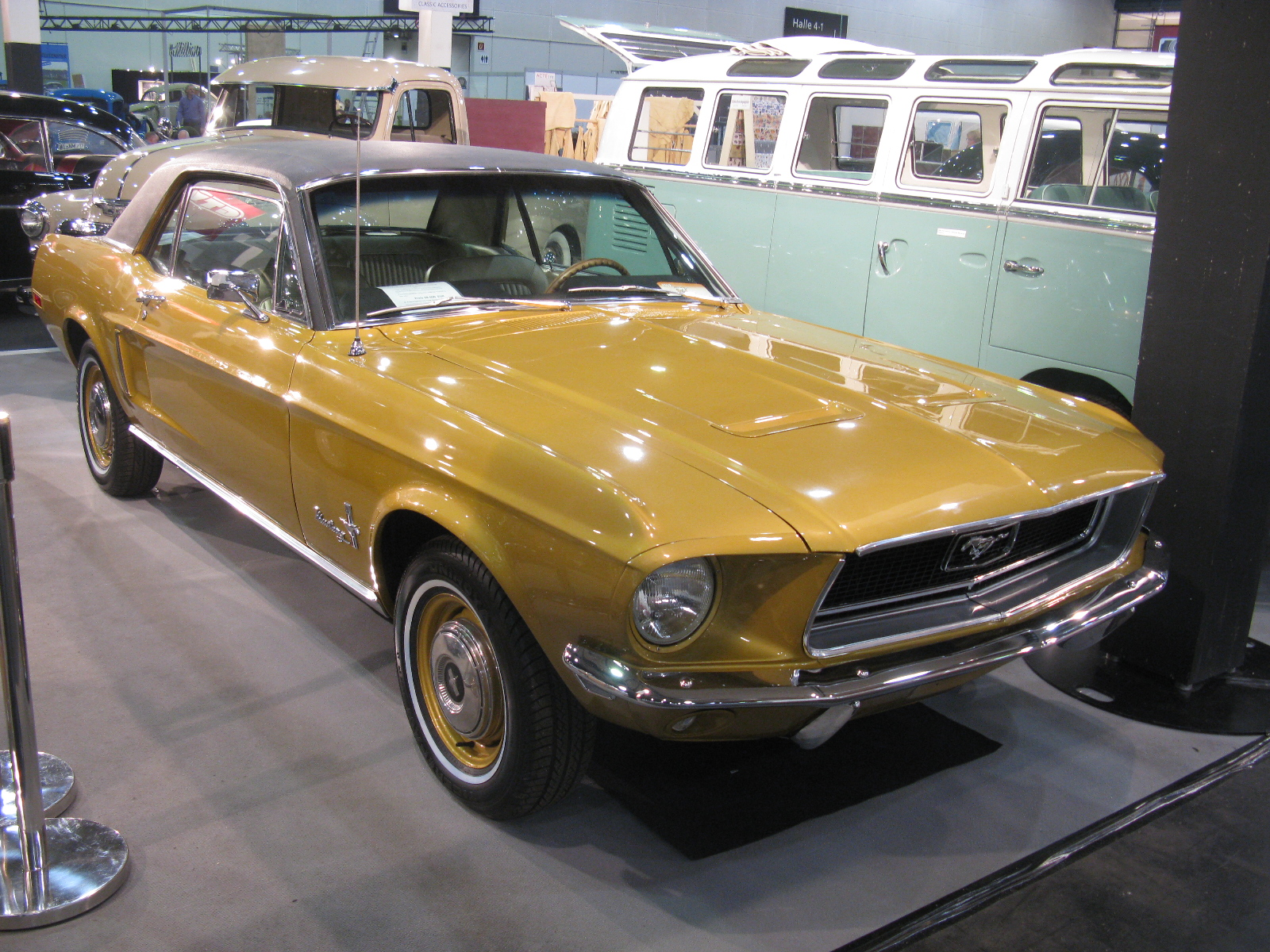
Ford Mustang 1967

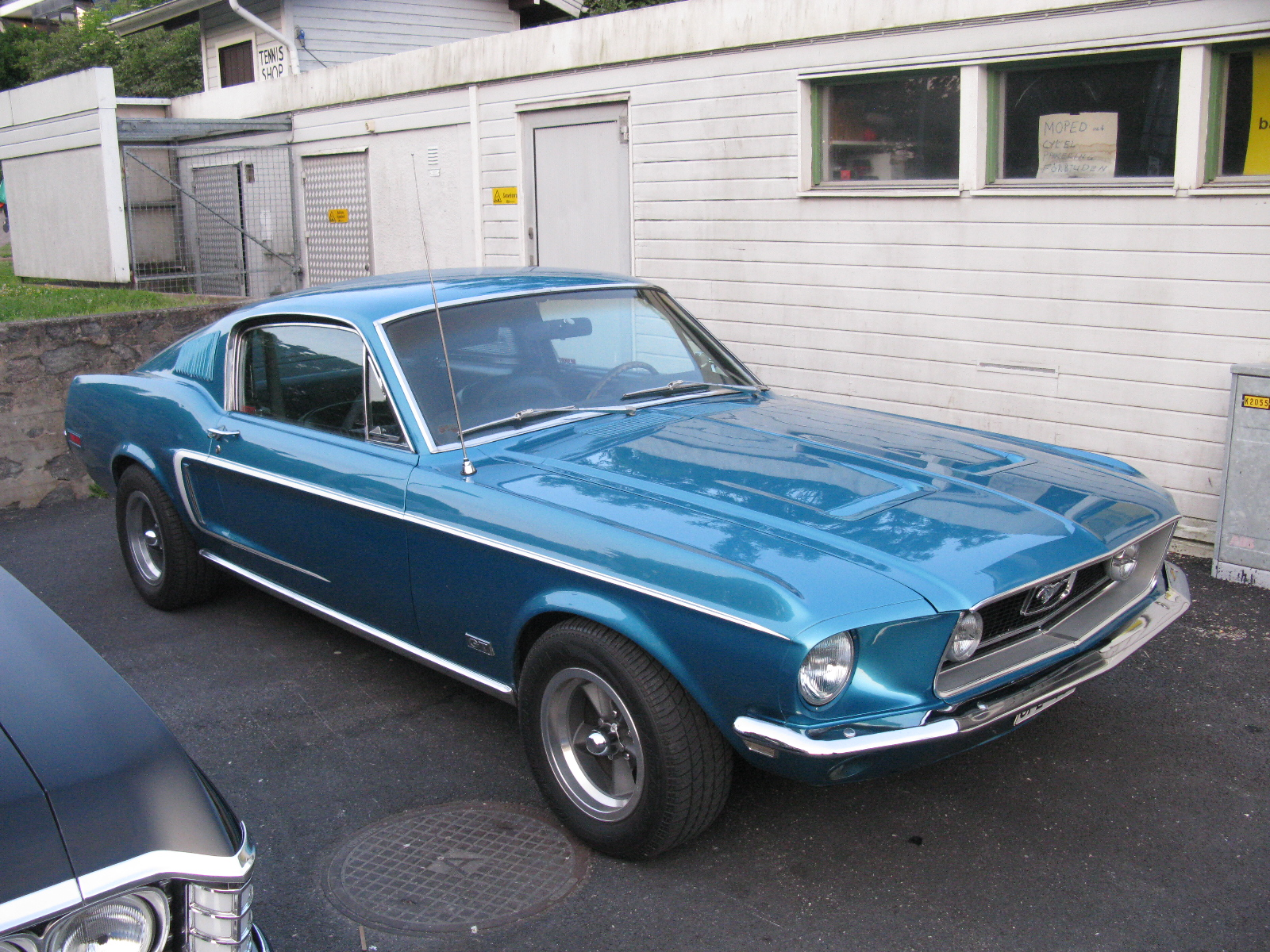
Ford Mustang GT 1967

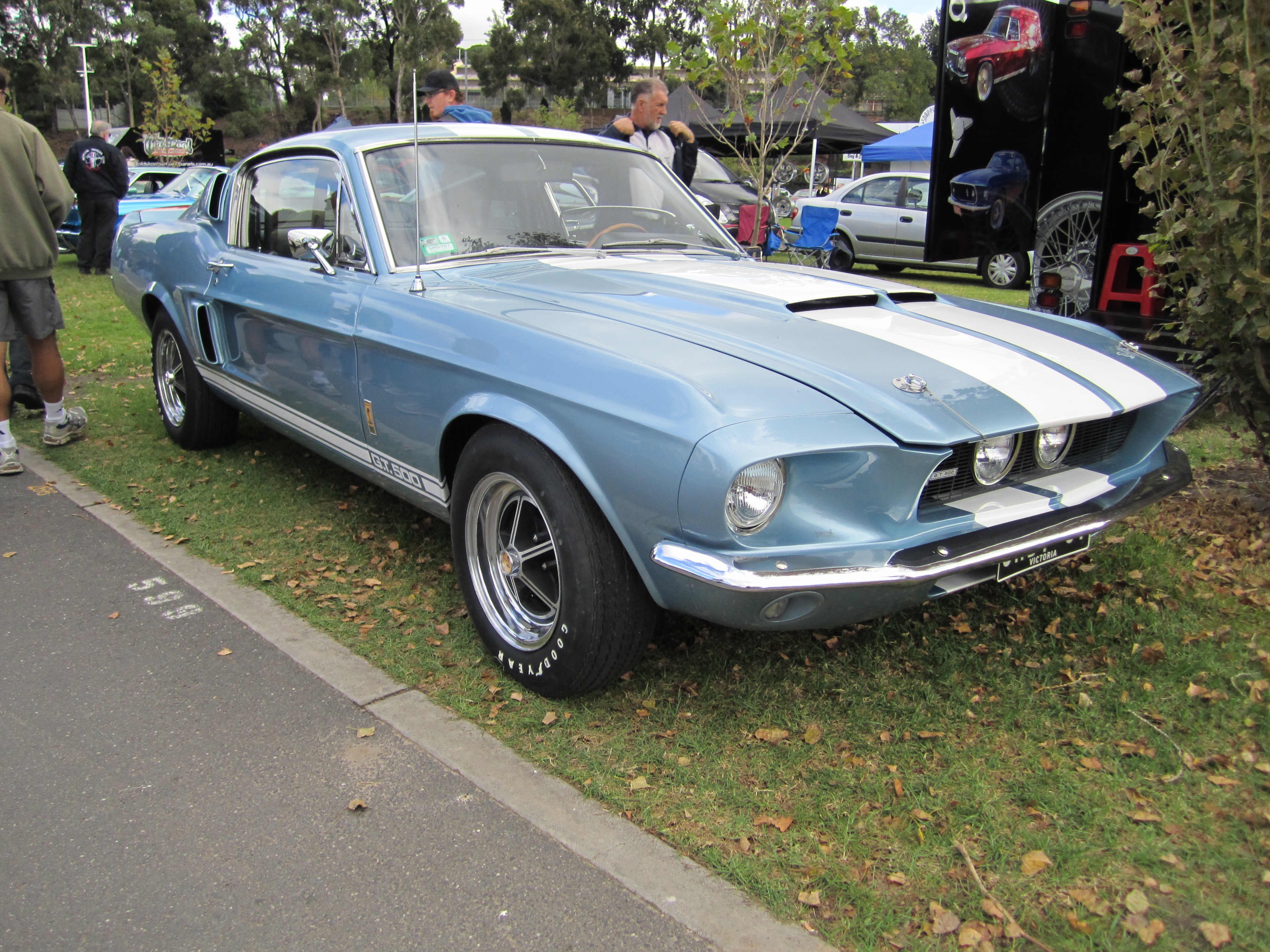
Shelby Mustang GT500 Coupe 1967

La Mustang de l'année modèle 1967 était la première refonte importante du modèle original. Les concepteurs de Ford ont commencé à élaborer une version plus grande alors même que l'original obtenait un succès commercial, et tandis que "Iacocca se plaignait plus tard de la croissance de la Mustang, il a supervisé la refonte pour 1967". La principale caractéristique mécanique était de permettre l'installation d'un moteur V8 gros bloc. La taille globale, l'intérieur et l'espace de chargement ont été augmentés. Les changements de garnitures extérieures comprenaient des feux arrière concaves, des ornements latéraux (modèle de 1967) et ornements latéraux chromés (modèle de 1968), des rétroviseurs carrés et des changements de roue et de bouchon d'essence annuels et habituels. Le moteur 289 haute performance optionnel a été placée derrière le nouveau moteur FE de 6,4 L de 340 ch (250 kW) de la Ford Thunderbird, qui était équipé d'un carburateur à quatre corps. Au milieu de l'année modèle 1968, une finition dragster pour la rue pouvait être commandée avec le moteur Cobra Jet optionnel de 7,0 L qui était officiellement évalué à 340 ch (250 kW), toutes ces Mustang ont été émises avec des codes R sur leurs VIN.
L'intérieur de luxe de 1967 a été révisé, abandonnant le motif du cheval de course en relief sur les dossiers de siège (la source du surnom «Pony Interior») au profit d'un nouvel ensemble intérieur de luxe, qui comprenait des options de couleur spéciales, garniture de tableau de bord en aluminium brossé (à partir de la production d'août 1966) ou en similibois, boutons de siège et panneaux de porte spéciaux. Le toit rigide comprenait également des panneaux de quart en garniture rembourrés, un report de l'intérieur de luxe des modèles de 1965-1966. Le toit rigide de 1967 avait également les capuchons de garniture de quart chromés, reportés des modèles de 1965-1966, mais ceux-ci ont été peints pour correspondre à l'intérieur des modèles de 1968. L'intérieur de luxe de 1967 comprenait des coques de dossier garnies d'acier inoxydable, similaires à celles de la Thunderbird. Celles-ci ont été abandonnées à la fin de l'année modèle 1967 et n'ont pas été incluses dans l'intérieur à grain de bois de 1968. Le volant de luxe, qui avait été inclus dans l'intérieur de luxe pour les modèles de 1965-1966, est devenu facultatif et pouvait également être commandé avec l'intérieur standard. Les modèles de 1968 qui ont été produits à partir de janvier 1968 ont également été la première année modèle à incorporer des ceintures abdominales et épaulières à trois points (qui étaient auparavant en option, dans les modèles de 1967-1968) par opposition aux ceintures abdominales standard. La climatisation optionnelle a été entièrement intégrée dans le tableau de bord, les haut-parleurs et la chaîne stéréo ont été améliorés, et des consoles centrales et aériennes uniques étaient des options. Le modèle fastback offrait l'option d'un siège arrière rabattable, et le cabriolet était disponible avec des fenêtres en verre rabattables. Fini la Rally-Pac, car le nouveau tableau de bord avait des dispositions pour un tachymètre et une horloge en option. Sa taille et sa forme empêchaient également l'installation de l'accessoire au sommet de la colonne de direction. La finition confort avec quatre voyants d'avertissement pour niveau de carburant bas, rappel de ceinture de sécurité, frein de stationnement non desserré et porte entrouverte ont été ajoutés au tableau de bord, ou, si l'on commandait la console et la climatisation en option, les lumières étaient montées sur la console.

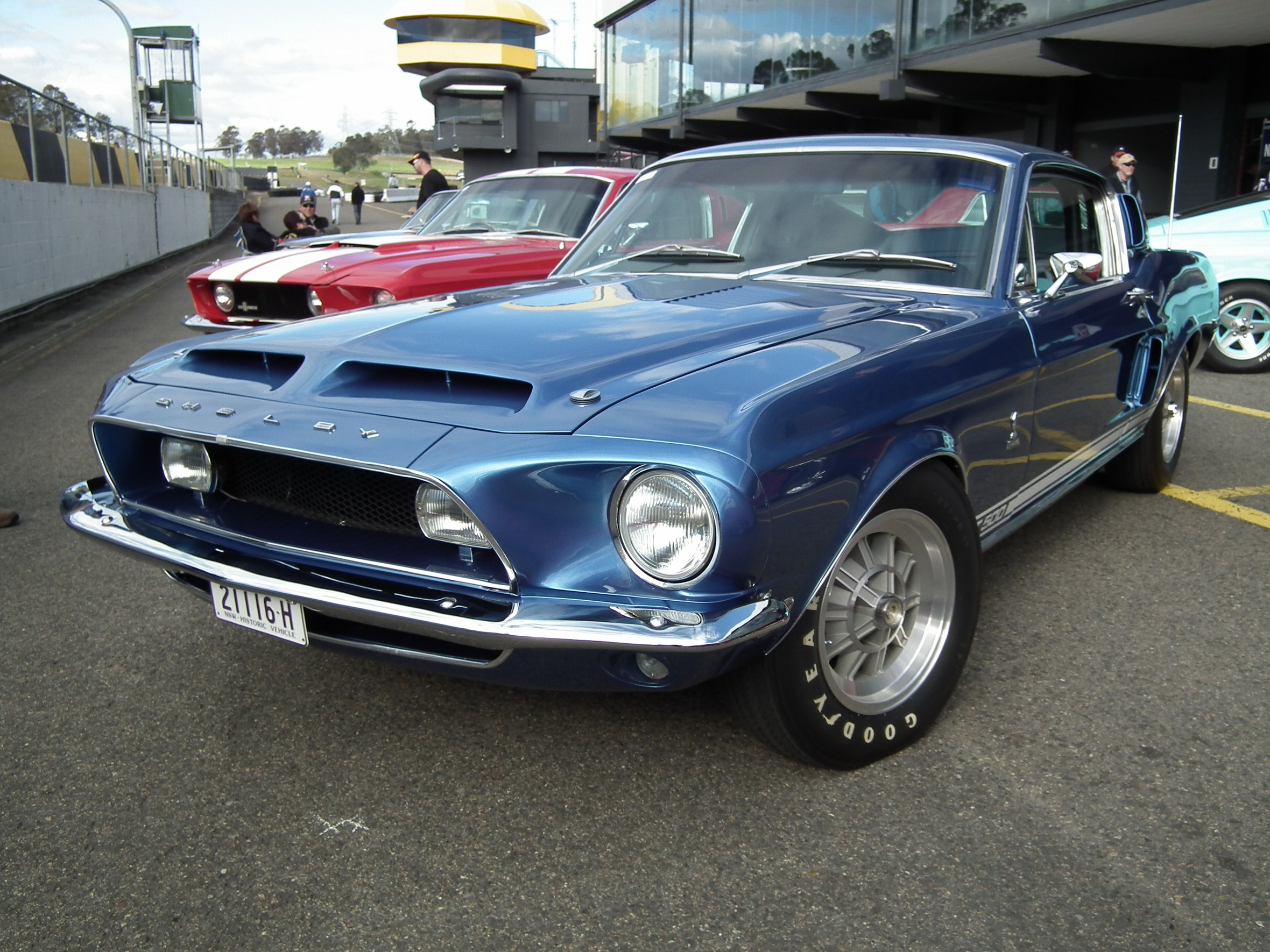
Shelby Mustang GT500 coupe 1968

Les modifications apportées au modèle de 1968 ont augmenté la sécurité avec un volant à deux branches à absorption d'énergie, ainsi que des ceintures d'épaule nouvellement introduites. D'autres changements comprenaient des marqueurs latéraux avant et arrière, le lettrage «FORD» retiré du capot, le rétroviseur déplacé depuis le cadre vers le pare-brise, un moteur V8 de 4,9 L était maintenant disponible et des graphiques C-Stripe ont été ajoutés.

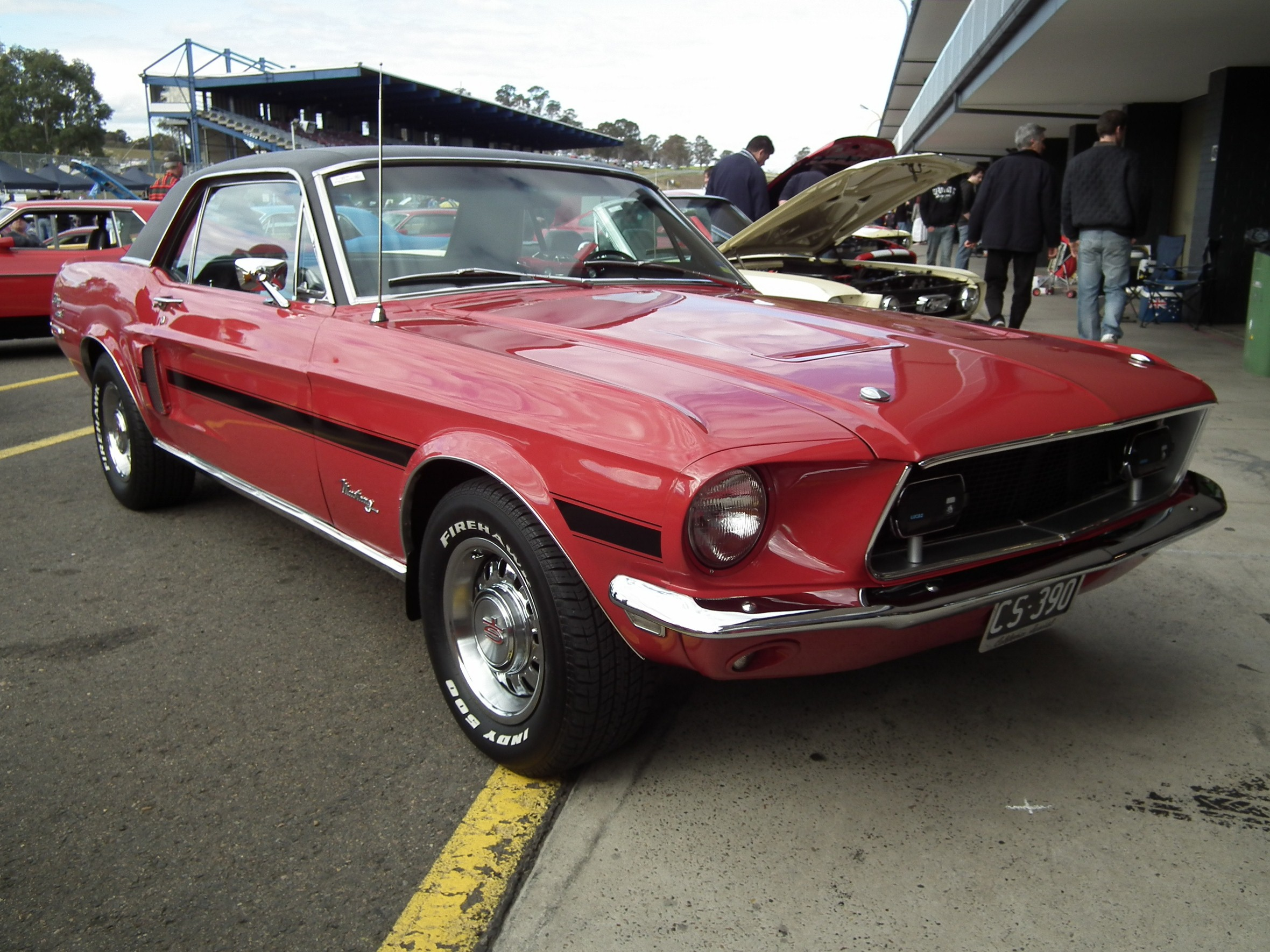
Ford Mustang GT-CS California Special coupe de 1968

La Mustang California Special, ou GT/CS, était visuellement basée sur le modèle Shelby et n'était vendue que dans les États occidentaux. Sa sœur, la «High Country Special», était vendue à Denver, Colorado. Alors que la GT/CS n'était disponible qu'en coupé, le modèle "High Country Special" était disponible en configurations fastback et cabriolet pendant les années modèles 1966 et 1967, et en tant que coupé pour 1968.

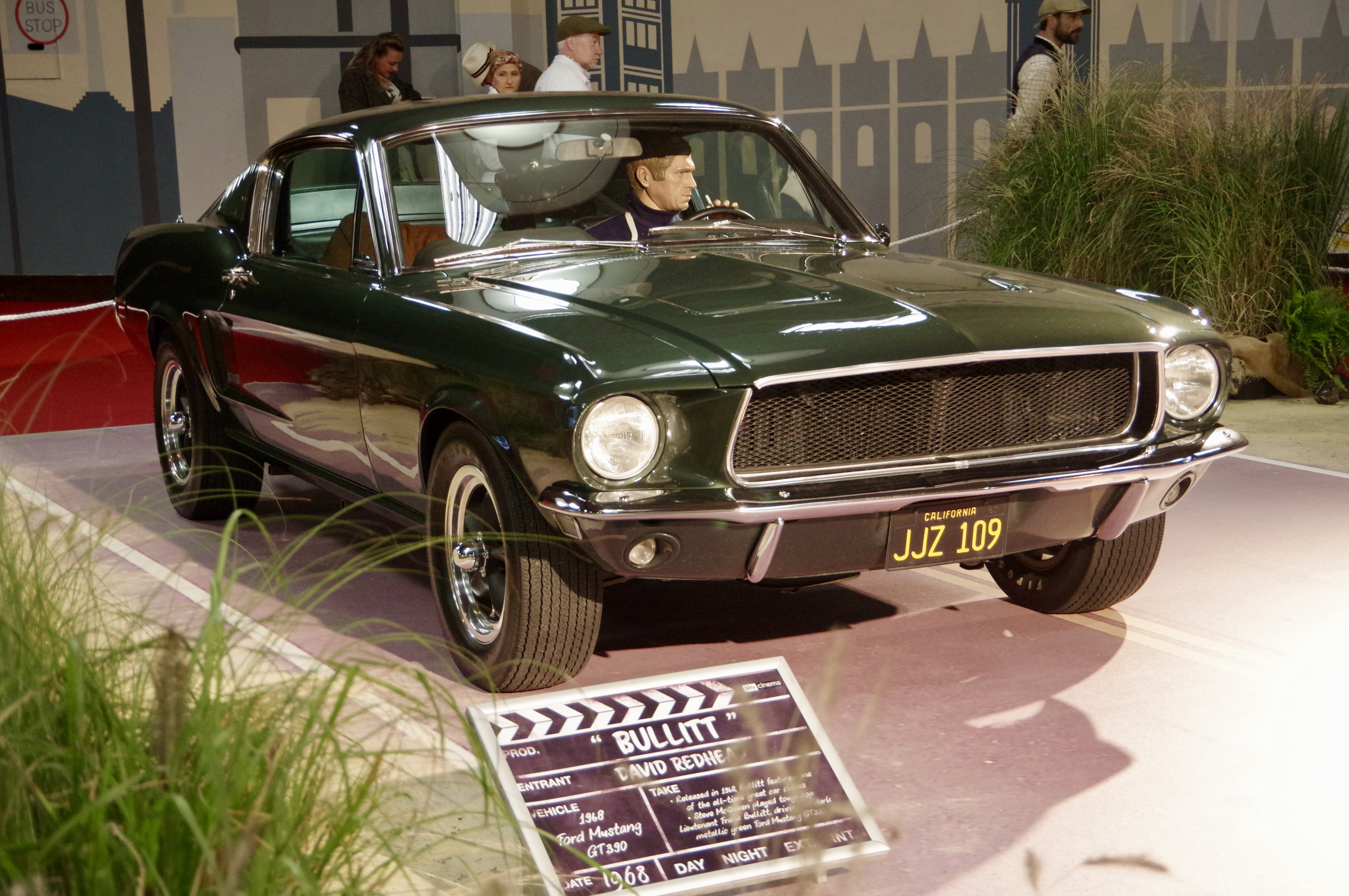
Ford Mustang GT 390 1968 du film Bullitt

La Ford Mustang GT Fastback de 1968 a atteint un statut emblématique après avoir été présentée dans le film Bullitt de 1968, avec Steve McQueen. Dans le film, McQueen conduisait une Mustang GT Fastback 2 + 2 modifiée de 1968 chassant une Dodge Charger dans les rues de San Francisco.
Le 10 janvier 2020, la voiture conduite par McQueen, détenue plus tard par Robert Kiernan, puis par son fils Sean, a été vendue chez Mecum Auctions pour un prix record de 3,7 millions de dollars, frais d'enchères compris.

### Moteurs
| Cylindrée du moteur, type                   | Année | Type de carburateur | Puissance max.                 | Couple max.            |
| ------------------------------------------- | ----- | ------------------- | ------------------------------ | ---------------------- |
| Six cylindres en ligne Thriftpower de 3,3 L | 1968  | 1 corps             | 117 ch (86 kW) à 4 400 tr/min  | 258 N m à 2 400 tr/min |
| Six cylindres en ligne Thriftpower de 3,3 L | 1967  | 1 corps             | 122 ch (89 kW) à 4 400 tr/min  | 258 N m à 2 400 tr/min |
| V8 Windsor de 4,7 L                         | 1968  | 2 corps             | 198 ch (145 kW) à 4 600 tr/min | 390 N m à 2 600 tr/min |
| V8 Windsor de 4,7 L                         | 1967  | 2 corps             | 203 ch (149 kW) à 4 400 tr/min | 382 N m à 2 400 tr/min |
| V8 Windsor de 4,9 L                         | 1968  | 2 corps             | 213 ch (157 kW) à 4 600 tr/min | 407 N m à 2 600 tr/min |
| V8 Windsor de 4,7 L                         | 1967  | 4 corps             | 228 ch (168 kW) à 4 800 tr/min | 414 N m à 3 200 tr/min |
| V8 Windsor de 4,9 L                         | 1968  | 4 corps             | 233 ch (172 kW) à 4 800 tr/min | 420 N m à 2 800 tr/min |
| V8 Windsor HiPo de 4,7 L                    | 1967  | 4 corps             | 275 ch (202 kW) à 6 000 tr/min | 423 N m à 3 400 tr/min |
| V8 FE de 6,4 L                              | 1968  | 2 corps             | 274 ch (201 kW) à 4 400 tr/min | 544 N m à 2 600 tr/min |
| V8 FE de 6,4 L                              | 1967  | 4 corps             | 324 ch (239 kW) à 4 800 tr/min | 579 N m à 3 200 tr/min |
| V8 FE de 6,4 L                              | 1968  | 4 corps             | 330 ch (242 kW) à 4 800 tr/min | 579 N m à 3 200 tr/min |
| V8 FE de 6,4 L                              | 1969  | 4 corps             | 324 ch (239 kW) à 4 600 tr/min | 579 N m à 3 200 tr/min |
| V8 Cobra Jet de 7,0 L                       | 1968  | 4 corps             | 340 ch (250 kW) à 5 200 tr/min | 597 N m à 3 400 tr/min |
| ,                                           |       |                     |                                |                        |

## 1969-1970

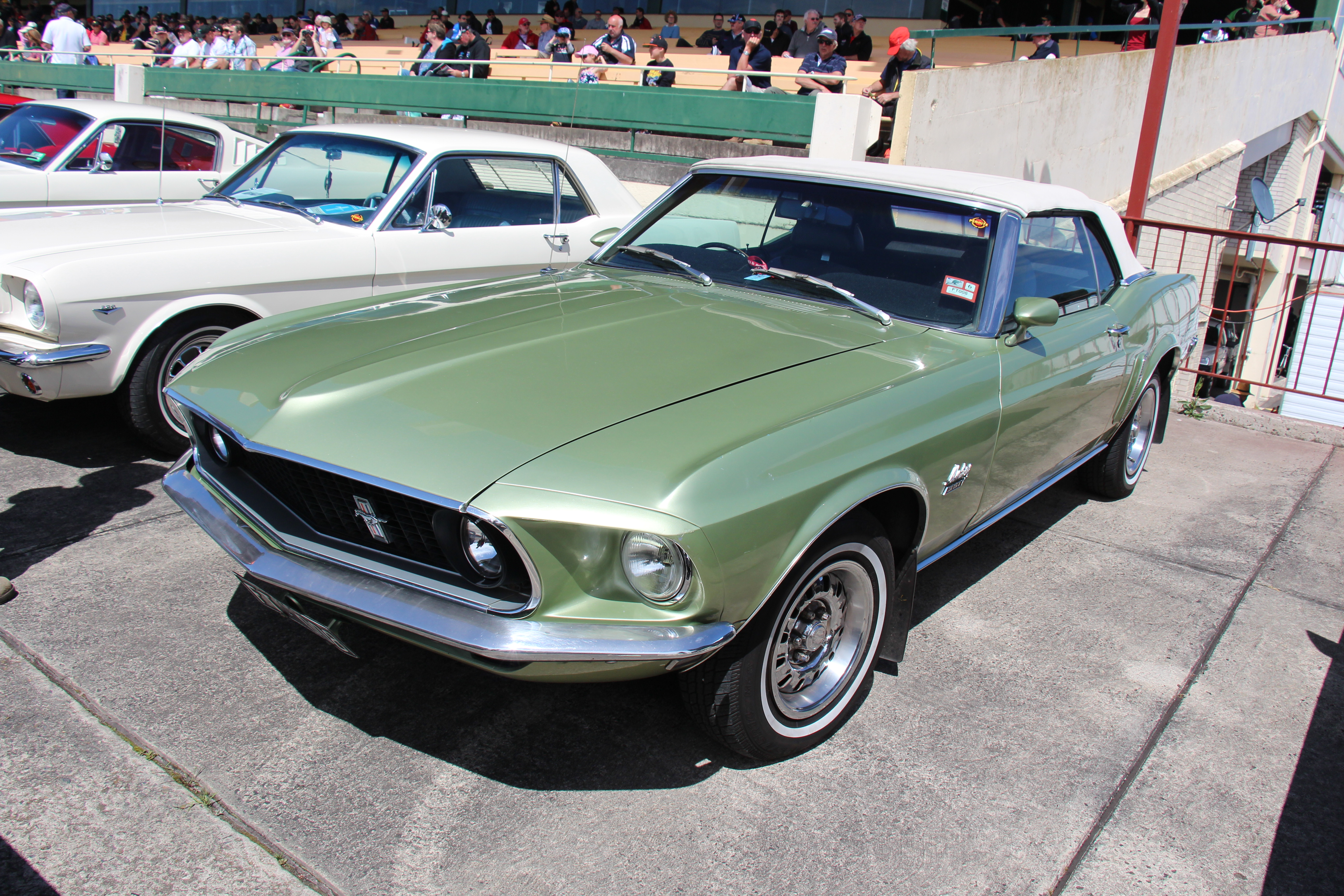
Ford Mustang Convertible 1969

Le restylage de l'année modèle 1969 "a ajouté plus de poids à la carrosserie" avec une longueur de carrosserie allongée de 97 mm (l'empattement restant à 2 743 mm), la largeur a augmenté de 13 mm et le poids de la Mustang "a également augmenté de manière significative". Le modèle de 1969 a été le premier à utiliser des quadruples phares placés à l'intérieur et à l'extérieur de l'ouverture de la calandre. Le logo "Horse and Corral" de la calandre a été remplacé par le logo "Pony and Tribars", décentré vers le côté conducteur. La voiture était plus longue que les modèles précédents et arborait des panneaux latéraux convexes plutôt que concaves. La version à carrosserie fastback était nommée SportsRoof dans la littérature de Ford.

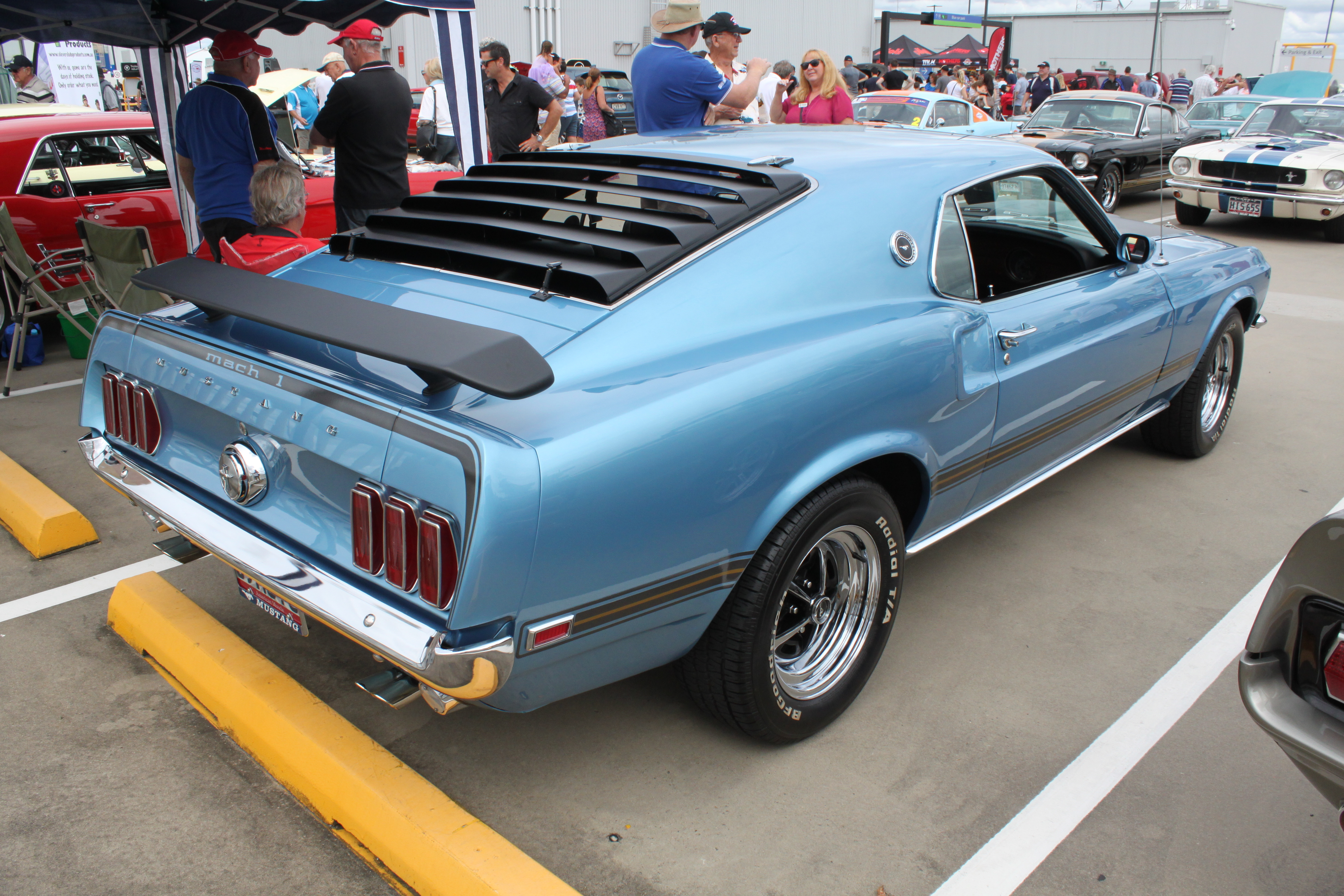
Ford Mustang Mach 1 1969

L'année modèle 1969 a vu l'introduction de la Mach 1, avec une variété d'options de moteurs et de nombreuses nouvelles caractéristiques de style et de performance. Des bandes réfléchissantes distinctives ont été placées le long des côtés de la carrosserie, avec un bouchon de réservoir à ouverture automatique, deux échappements, un capot noir mat avec une prise d'air simulée et des câbles et des broches de style NASCAR. Elle utilisait des roues en acier avec des pneus Goodyear Polyglas à lettres blanches. Une écope de capot "shaker" fonctionnelle - qui vibrait visiblement en étant attachée directement au filtre à air par un trou dans le capot - était disponible, tout comme les ailerons montés sur le coffre et les ailerons avant et la lunette arrière à persiennes. La Mach 1 présentait un intérieur de luxe avec des garnitures en bois simulé, des sièges à dossier haut, une atténuation acoustique supplémentaire, des rétroviseurs sport à distance et d'autres caractéristiques. La Mach 1 s'est avérée populaire auprès des acheteurs puisque 72 458 voitures ont été vendues jusqu'en 1969.

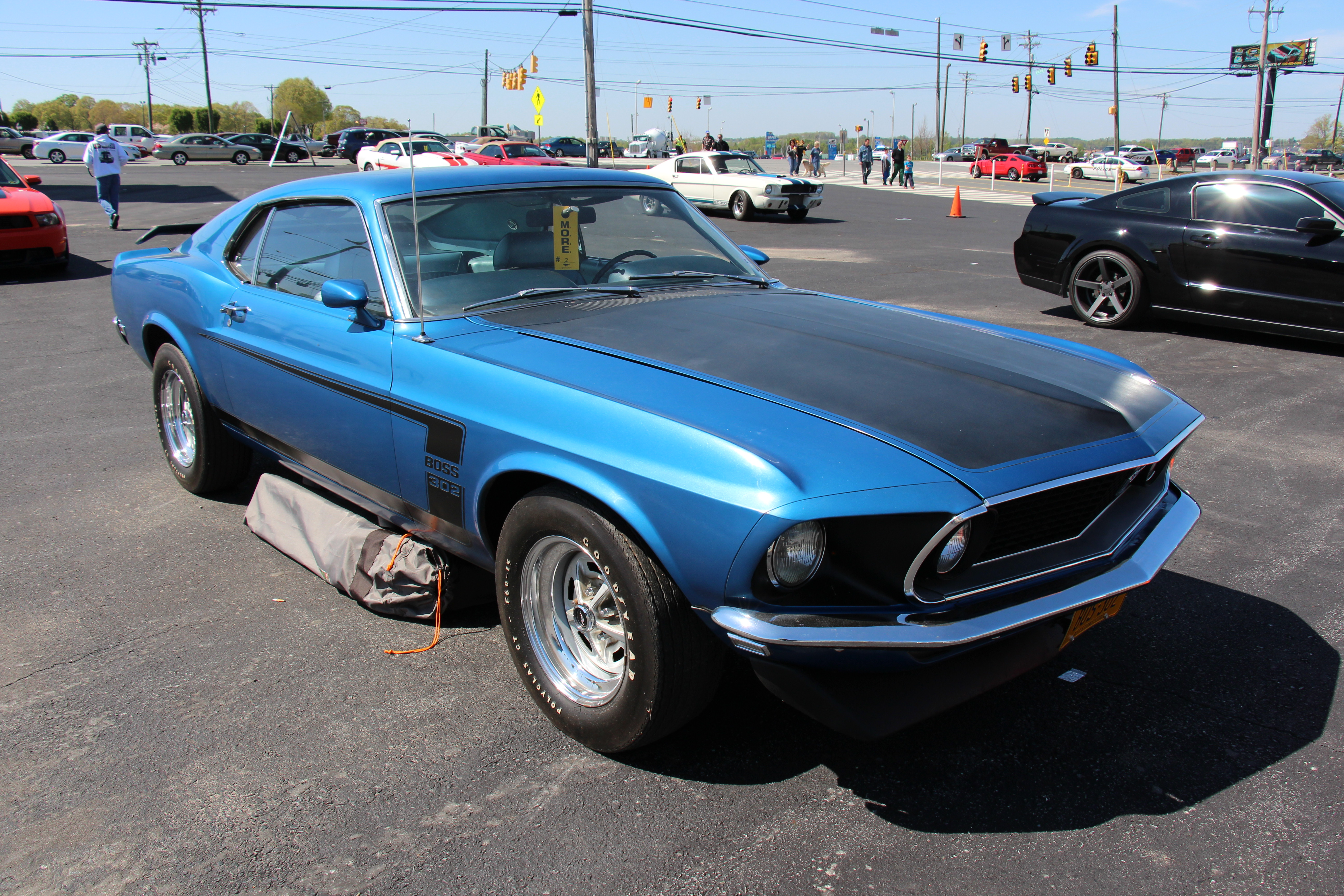
Ford Mustang Boss 302 1969

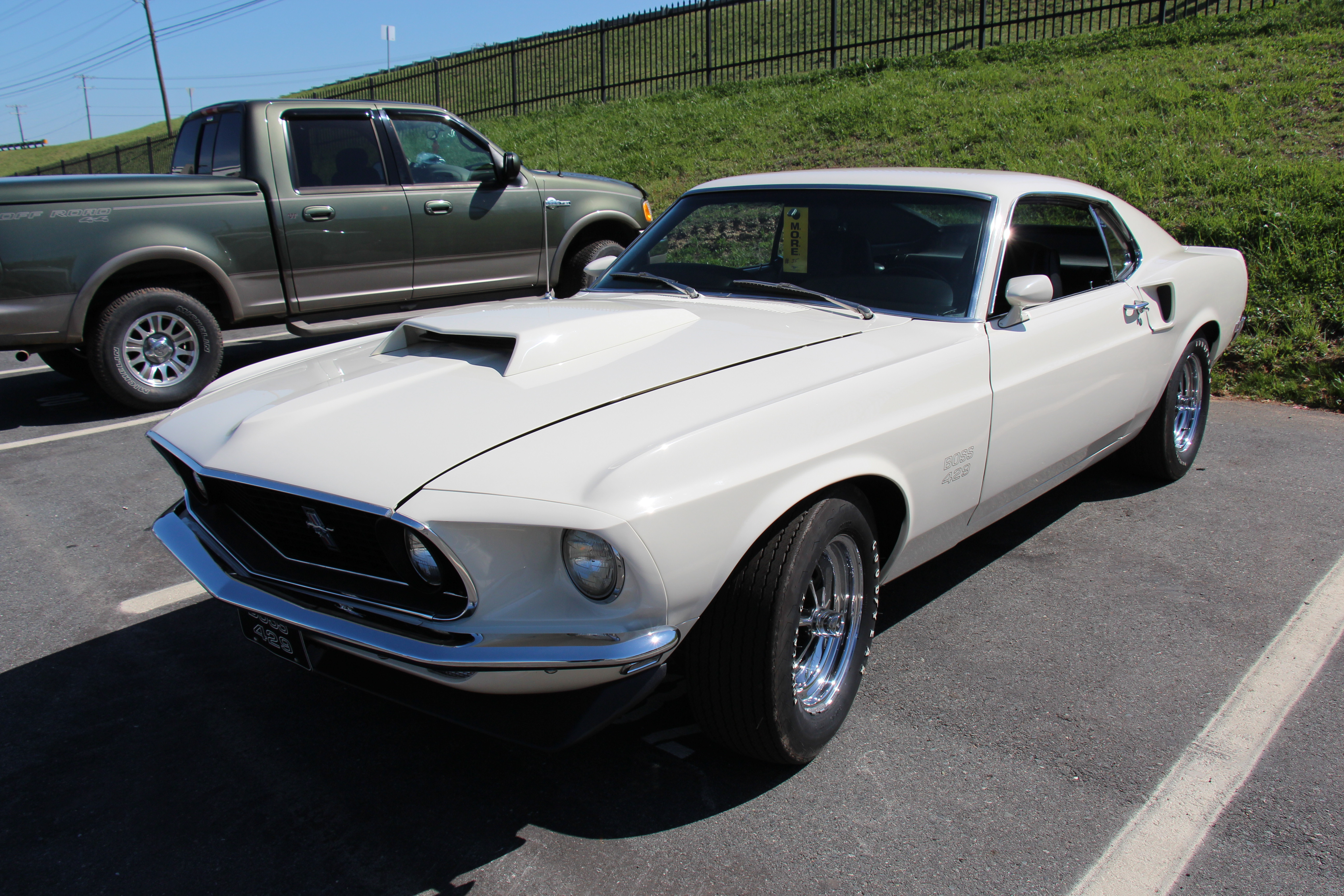
Ford Mustang Boss 429 de 1969

La Boss 302 a été créée pour répondre aux règles Trans Am et arborait des rayures de style bâton de hockey distinctives, tandis que la sobre Boss 429 a été créée pour homologuer le moteur Boss 429 (basé sur le nouveau moteur 385 de Ford) pour une utilisation en NASCAR. Les deux modèles Boss ont acquis une renommée sur la piste et dans la rue. Un total de 1 628 Boss 302 et 859 Boss 429 ont été vendues jusqu'en 1969 - ce qui rend ces véhicules quelque peu rares.
Un nouveau modèle «de luxe» est devenu disponible à partir de 1969, disponible uniquement dans le style de carrosserie à toit rigide. La «Grande» présentait une conduite douce, 25 kg d'insonorisation supplémentaire, ainsi qu'un intérieur de luxe avec des boiseries simulées. Elle était populaire auprès des acheteurs avec 22 182 unités vendues jusqu'en 1969.
Parmi les autres éditions spéciales, la Mustang E de 1969 était offerte à ceux qui désiraient une consommation faible. La Mustang E Limited Edition de 1969 était un modèle fastback spécial et rare (environ 50 modèles produits) conçue pour l'économie. Elle venait avec un moteur six cylindres (4,1 L), un convertisseur de couple à décrochage élevé pour la transmission automatique standard et un faible rapport d'essieu arrière de 2,33:1. Le lettrage Mustang E sur les quarts arrière identifiait la Mustang E spéciale. La climatisation n'était pas disponible dans le modèle "E"

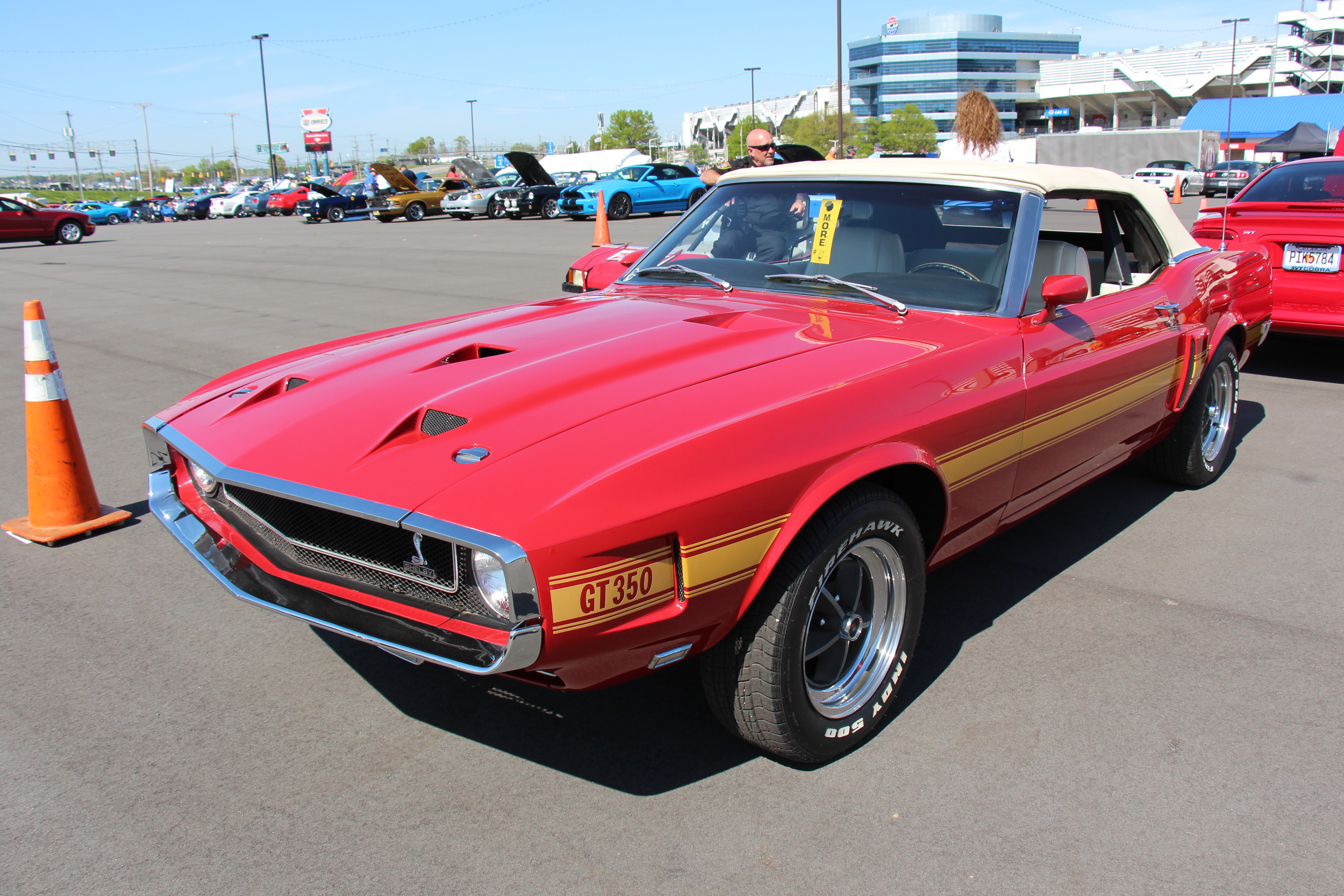
Shelby Mustang GT350 Convertible 1969

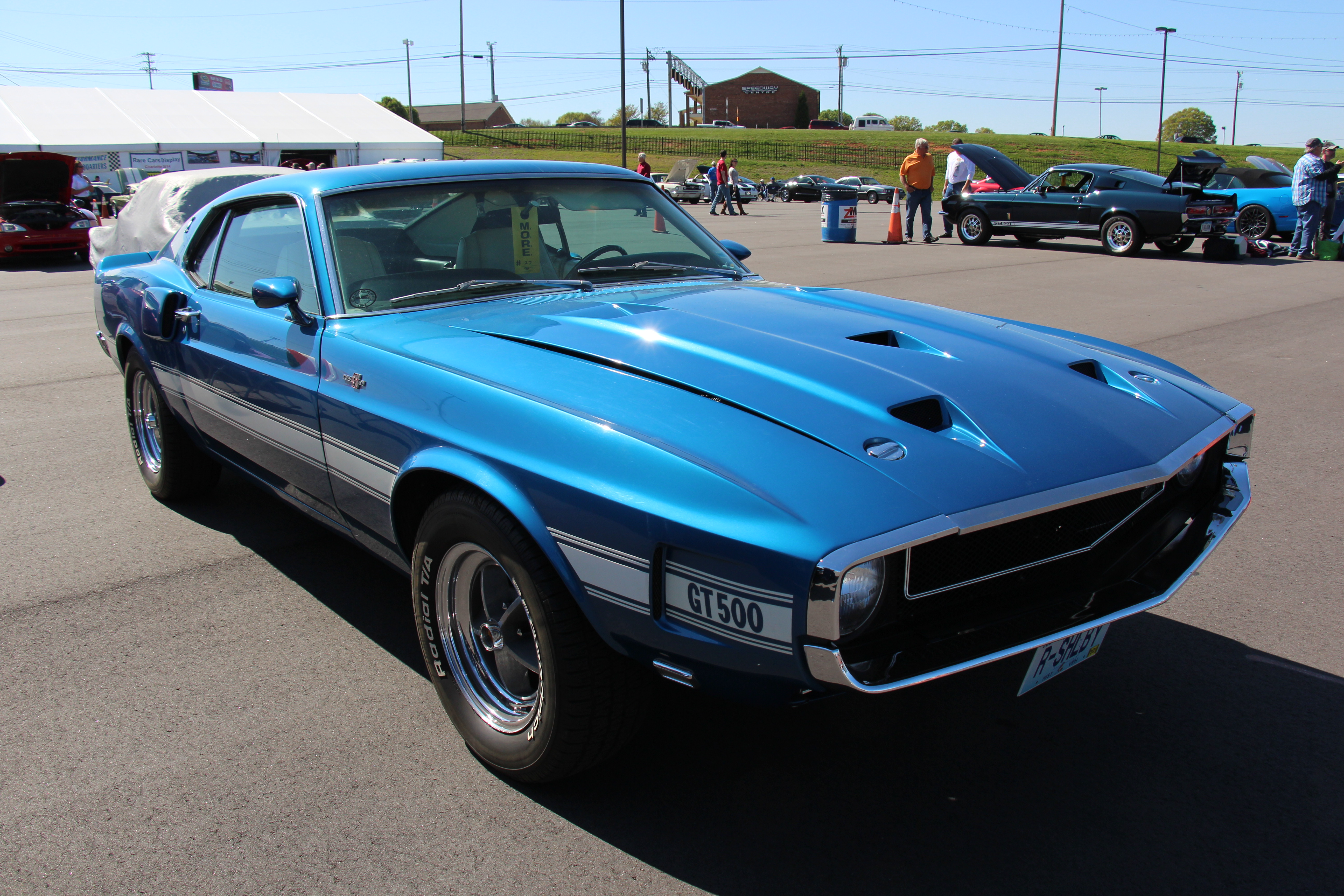
Shelby Mustang GT500 Sportsroof 1969

La Mustang GT a été abandonnée en 1969 en raison de faibles ventes par rapport au succès de la nouvelle Mach 1 avec seulement 5 396 modèles GT vendus cette année-là.
Un nouveau moteur six cylindres en ligne Thriftpower de 4,1 L avec 157 ch (116 kW) a comblé l'écart entre le six cylindres en ligne Thriftpower de 3,3 L existant et la gamme des moteurs V8.
Bien que 1969 se soit poursuivie avec bon nombre des mêmes moteurs V8 de base disponibles sur les modèles de 1968, notamment un moteur petit bloc de 4,9 L maintenant révisé avec 223 ch (164 kW), le moteur FE de 6,4 L avec 324 ch (239 kW) et le moteur Cobra Jet de 7,0 L récemment lancé (avec ou sans Ram-Air) avec 340 ch annoncé (250 kW), une variété d'options révisés et de changements ont été introduits pour garder la Mustang fraîche et compétitive, y compris un nouveau V8 de performance disponible en 253 ch (186 kW) ou 294 ch (216 kW), connu sous le nom de Windsor 351W de 5,8 L, qui était effectivement un moteur de 4,9 L étiré et révisé pour obtenir la course supplémentaire.

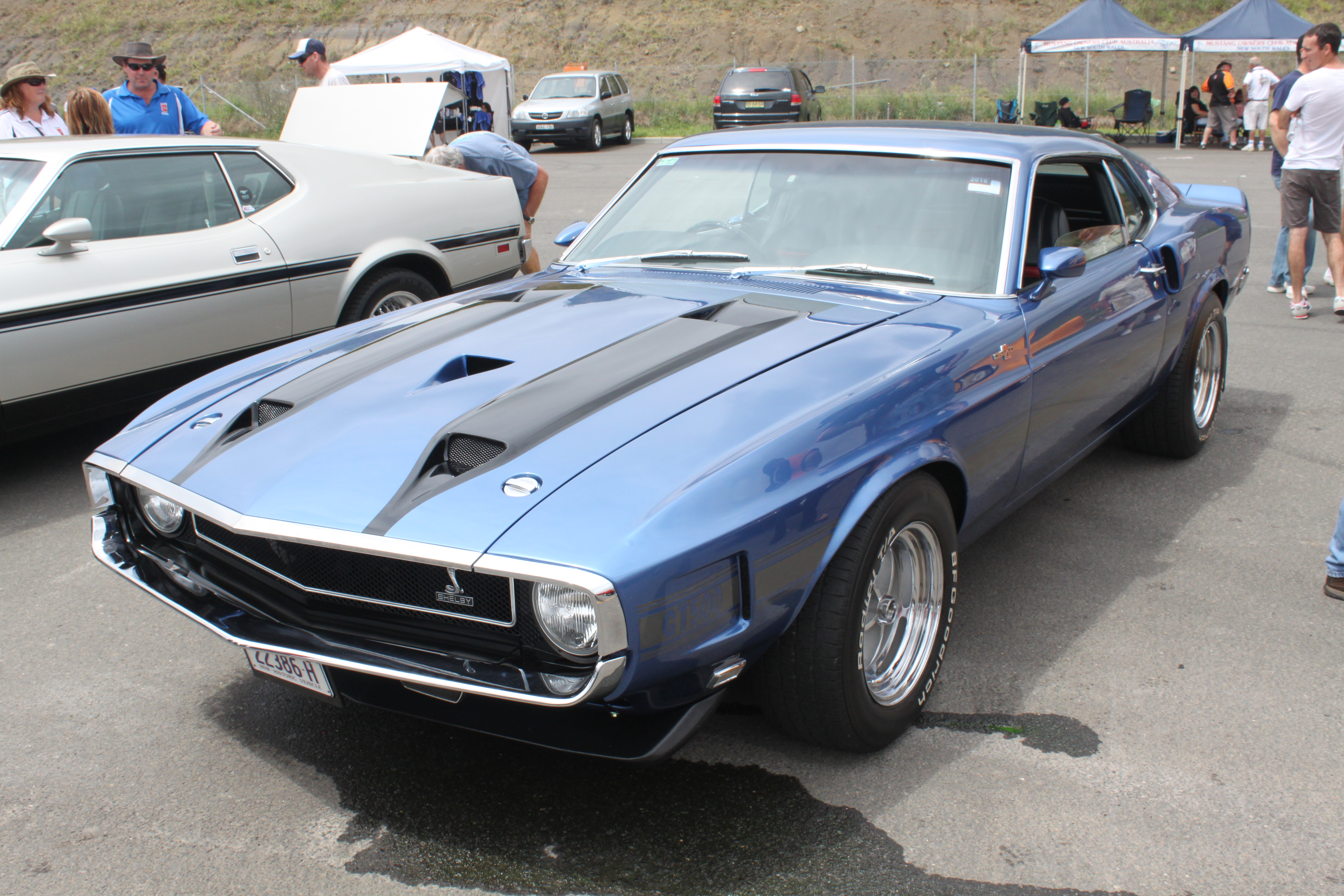
Ford Mustang Shelby GT500 428 Cobra Jet 1970

Le moteur Cobra Jet de 7,0 L est resté inchangé dans les années modèles 1969 et 1970 et a continué à être annoncé à 340 ch (250 kW). Si un essieu V ou W était commandé (rapport de verrouillage de 3,90 ou 4,30) sur une Mustang Cobra Jet, des améliorations du moteur étaient incluses pour le rendre plus fiable sur la piste. Inclus était un refroidisseur d'huile moteur (rendant la climatisation non disponible en option), un vilebrequin et des bielles plus puissants, un meilleur équilibrage du moteur et elle était nommée la "Super Cobra Jet". Ces améliorations ont ensuite été appelées «Drag Pack».
La Mustang Shelby de 1969 était maintenant sous le contrôle de Ford et avait un aspect très différent des Mustang de production régulière, bien qu'elle soit maintenant construite en interne par Ford. Le style personnalisé comprenait une extrémité avant en fibre de verre avec une combinaison pare-chocs/calandre qui formait une boucle et augmentait la longueur totale de la voiture de 76 mm, ainsi que cinq prises d'air sur le capot. Deux modèles étaient disponibles, la GT-350 (avec le moteur Windsor 351W de 5,8 L produisant 294 ch (216 kW)) et la GT-500 (avec le moteur Cobra Jet de 7,0 )), en version à toit sport ou cabriolet. Toutes les Mustang Shelby de 1969-1970 ont été produites en 1969. En raison de la diminution des ventes, les 789 voitures de 1969 restantes ont reçu de nouveaux numéros de série et ont été intitulés modèles de 1970. Elles avaient un barrage d'air avant modifié et un traitement de peinture occultant autour des écopes du capot,.

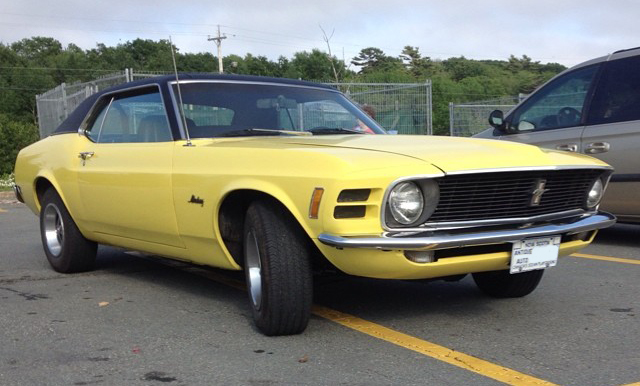
Ford Mustang Grande 1970

Les Mustang de l'année modèle 1970 ont été redessinées pour être moins agressives et sont donc revenues à des simples phares qui ont été déplacés à l'intérieur de l'ouverture de la calandre avec des "ailettes" à l'extérieur sur les côtés de la calandre. Le style du modèle de 1969 a été considéré comme un facteur pour la baisse des ventes, ce qui a entraîné la révision des phares et la simplification d'autres aspects de style extérieur pour 1970. En fin de compte, cependant, les ventes de l'année modèle 1969 ont dépassé celles de 1970. Les écopes d'air des ailes arrière ont été supprimées et le panneau des feux arrière était maintenant plat au lieu d'être concave comme on le voit sur les modèles de 1969. Les options intérieures sont restées pratiquement inchangées.

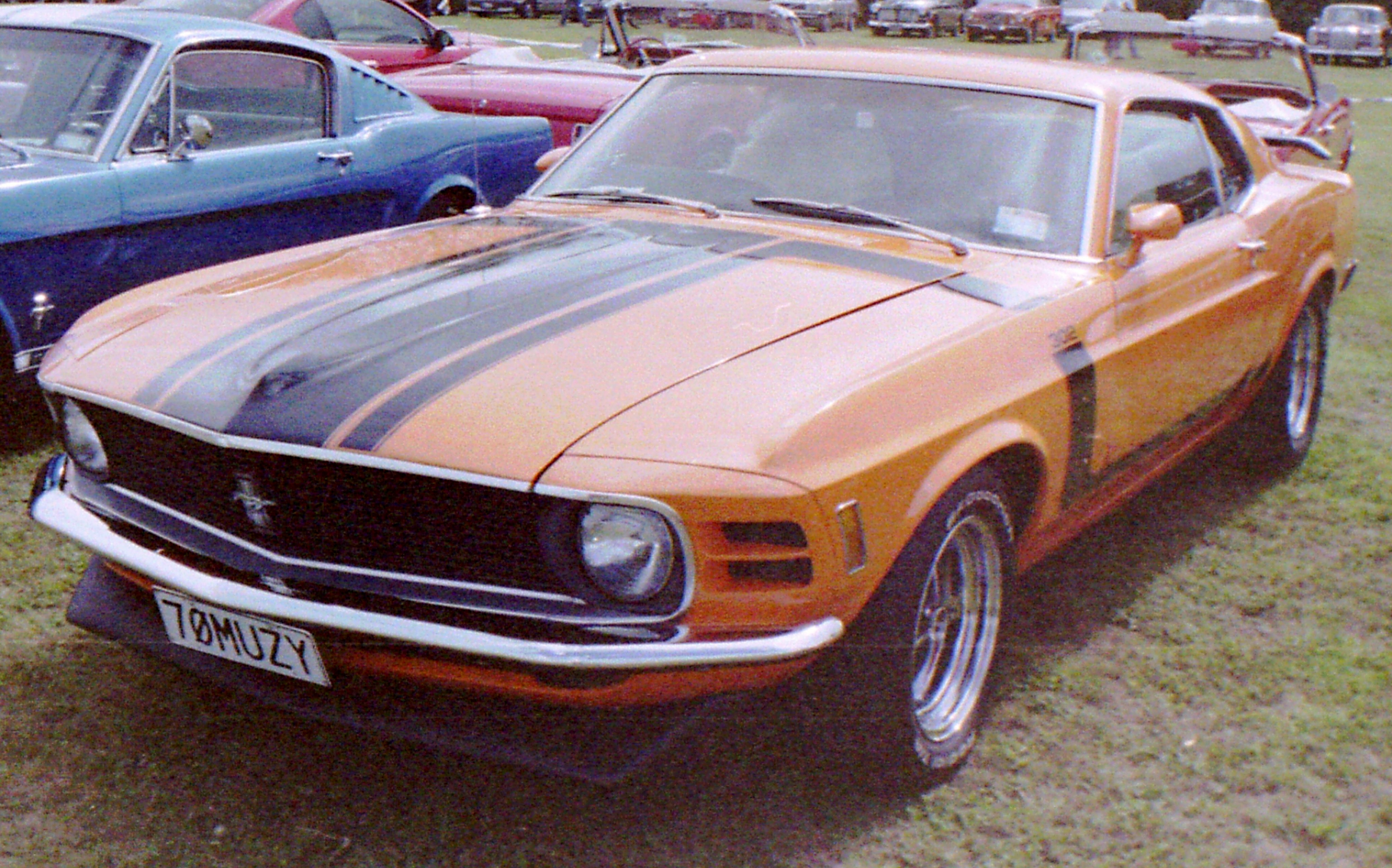
Ford Mustang Boss 302 1970

L'année modèle 1970 a vu les options de moteur V8 351W précédentes remplacées par un nouveau V8 Cleveland 351C de 5,8 L en versions 2V (carburateur à 2 venturis) ou 4V (carburateur à 4 venturis). Bien que certaines Mustang du début des années 1970, construites en 1969, possédaient le moteur 351W. Le moteur 351C 4V (code M) présentait une compression de 11,0:1 et produisait 304 ch (224 kW) à 5 400 tr/min. Ce nouveau moteur de performance incorporait des éléments repris du moteur 385 de Ford et du moteur Boss 302, en particulier les chambres de combustion poly-angle avec soupapes inclinées et la technologie de moulage à paroi mince.
Ford a fabriqué 96 Mustang "Twister Special" pour les concessionnaires Ford du Kansas à la fin de 1969. Les Twister Special étaient des Mach 1 Grabber Orange avec des décalcomanies spéciales. Ford a également fabriqué quelques «Sidewinders», qui ont été construites à Dearborn, expédiées à Omaha et vendues dans l'Iowa et le Nebraska. Elles étaient disponibles en Grabber Green, Grabber Blue, Calypso Coral, et Yellow. Les bandes sont dans le coffre pour être installées par les concessionnaires,.

### Moteurs
| Cylindrée du moteur, type, type de carburateur                       | Puissance max.                 | Couple max.            |
| -------------------------------------------------------------------- | ------------------------------ | ---------------------- |
| Six cylindres en ligne Thriftpower de 3,3 L simple corps (1970)      | 122 ch (89 kW) à 4 400 tr/min  | 258 N m à 2 900 tr/min |
| Six cylindres en ligne Thriftpower de 4,1 L simple corps (1969-1970) | 157 ch (116 kW) à 4 000 tr/min | 325 N m à 2 600 tr/min |
| V8 petit bloc de 4,9 L double corps (1969-1970)                      | 213 ch (157 kW) à 4 600 tr/min | 407 N m à 2 600 tr/min |
| V8 Windsor de 5,8 L double corps (1969)                              | 253 ch (186 kW) à 4 600 tr/min | 481 N m à 2 600 tr/min |
| V8 Cleveland de 5,8 L double corps (1970)                            | 253 ch (186 kW) à 5 400 tr/min | 481 N m à 3 400 tr/min |
| V8 Windsor de 5,8 L quatre corps (1969)                              | 294 ch (216 kW) à 4 800 tr/min | 522 N m à 3 200 tr/min |
| V8 Boss de 4,9 L quatre corps (1969-1970)                            | 294 ch (216 kW) à 5 800 tr/min | 393 N m à 2 600 tr/min |
| V8 FE de 6,4 L quatre corps (1969)                                   | 324 ch (239 kW) à 4 600 tr/min | 579 N m à 3 200 tr/min |
| V8 Cleveland de 5,8 L quatre corps (1970)                            | 304 ch (224 kW) à 5 400 tr/min | 522 N m à 3 400 tr/min |
| V8 Cobra Jet & Super Cobra Jet de 7,0 L quatre corps (1969-1970)     | 340 ch (250 kW) à 5 200 tr/min | 597 N m à 3 400 tr/min |
| V8 Boss de 7,0 L quatre corps (1969-1970)                            | 380 ch (280 kW) à 5 200 tr/min | 610 N m à 3 400 tr/min |
| ,                                                                    |                                |                        |

## 1971-1973

### 1971
Introduite en septembre 1970, la Mustang de 1971 a reçu le feu vert par le nouveau président de Ford, Semon "Bunkie" Knudsen, anciennement de General Motors. Encore une fois, le modèle révisé a grandi en taille, gagnant 76 mm de largeur afin d'accueillir le gros bloc de 7,0 L de Ford sans avoir besoin d'une refonte complète de la suspension.
Comme auparavant, trois styles de carrosserie étaient proposés : toit rigide (disponible en version de base ou Grande), SportsRoof (disponible en version de base ou Mach 1) et cabriolet (aucune finition spécifique disponible).

#### Toit rigide

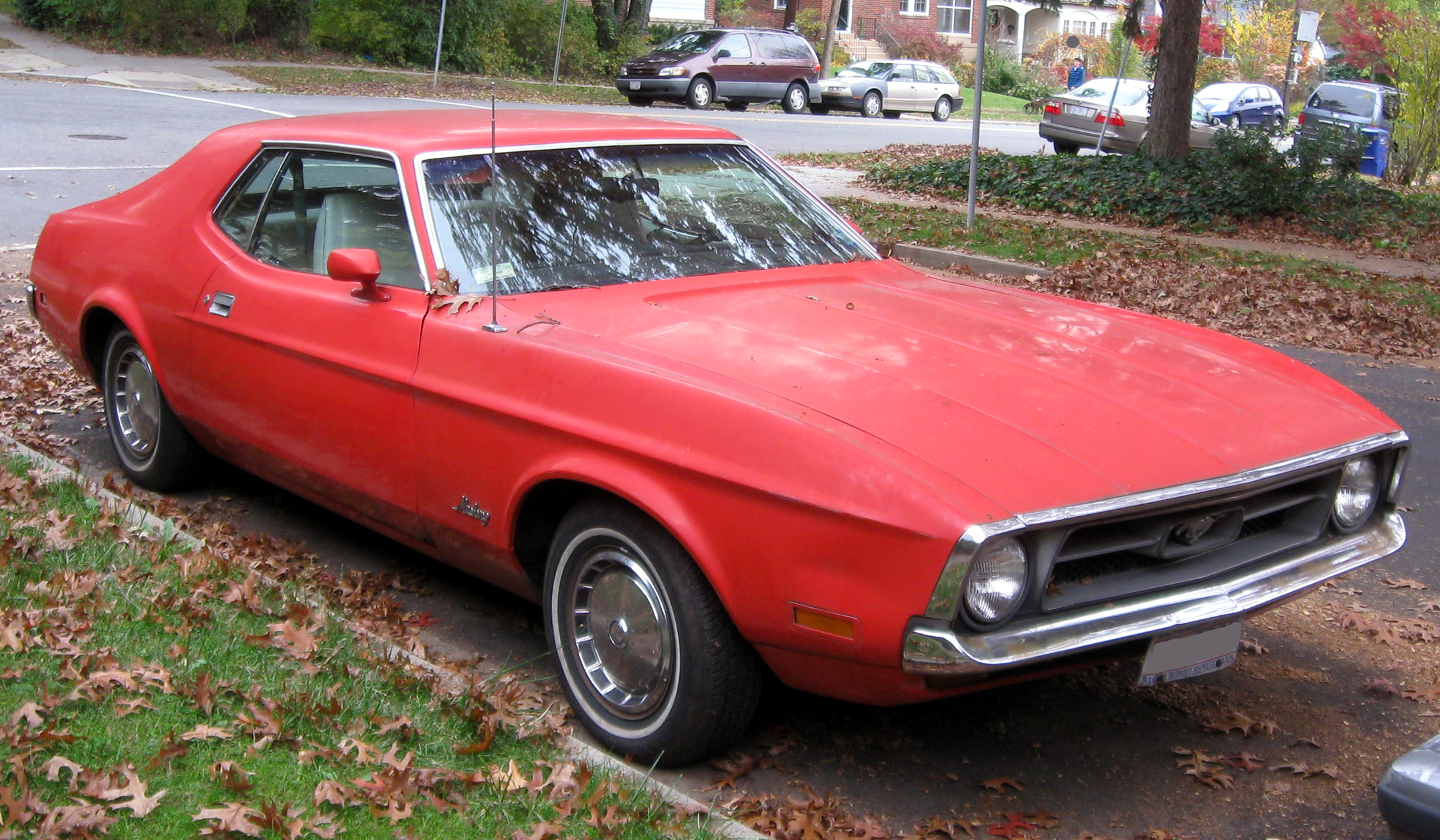
Ford Mustang Coupe 1971

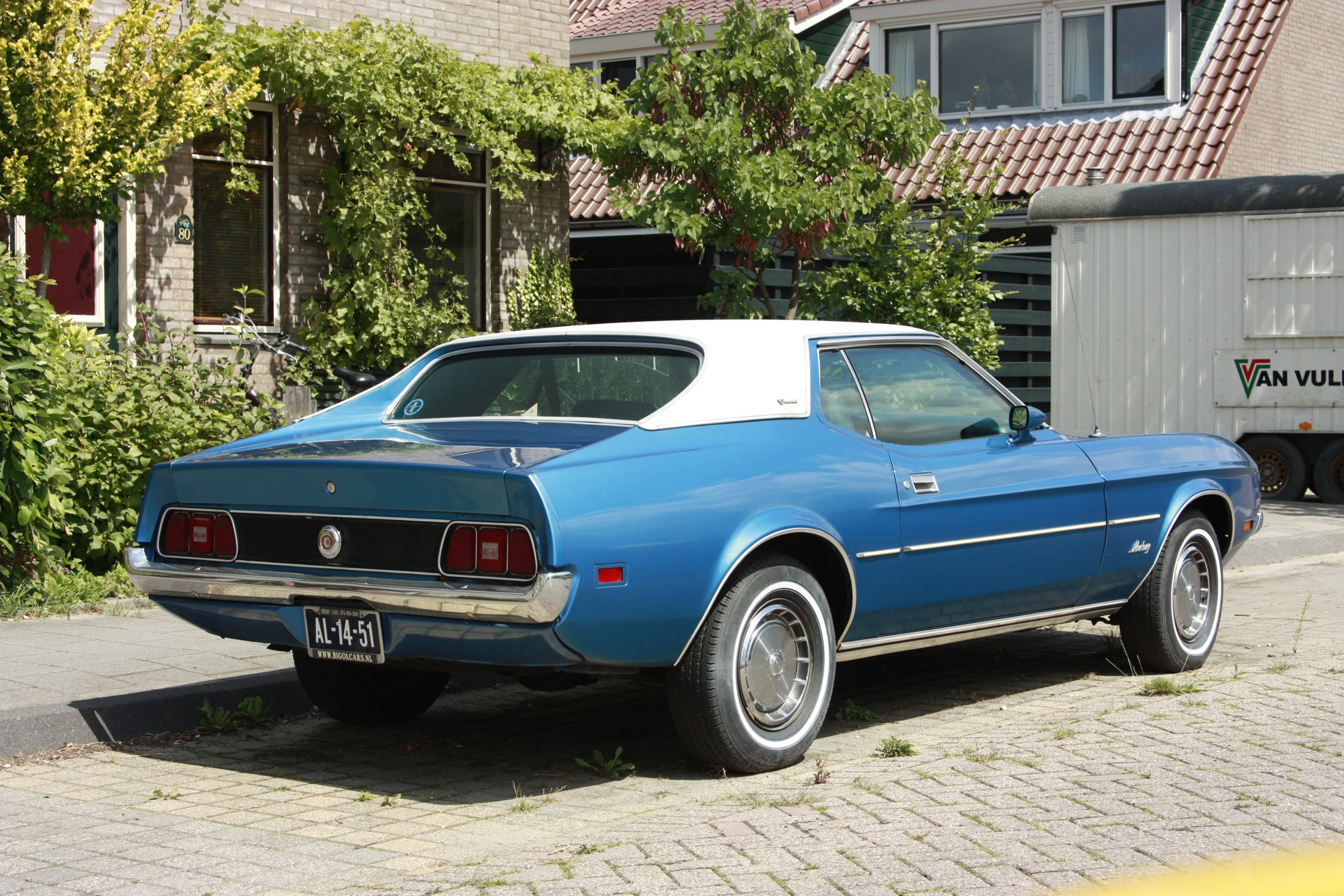
Ford Mustang Grande Coupe 1971

Le nouveau toit rigide de 1971 présentait un design de lunette arrière "tunnelback" proéminent avec des montants arrière fluides, un achèvement de l'exercice de style du modèle sortant. Les toits rigides avec finition «Grande» gagnaient un toit en vinyle et des badges Grande sur les montants C.
Une édition supplémentaire, la Spring Special, était disponible entre mars et mai 1971, qui ajoutait des éléments de style de la Mach 1 (bandes latérales, peinture bicolore, pare-chocs en uréthane, calandre de style nid d'abeille avec lampes de sport) au toit rigide,.

#### SportsRoof

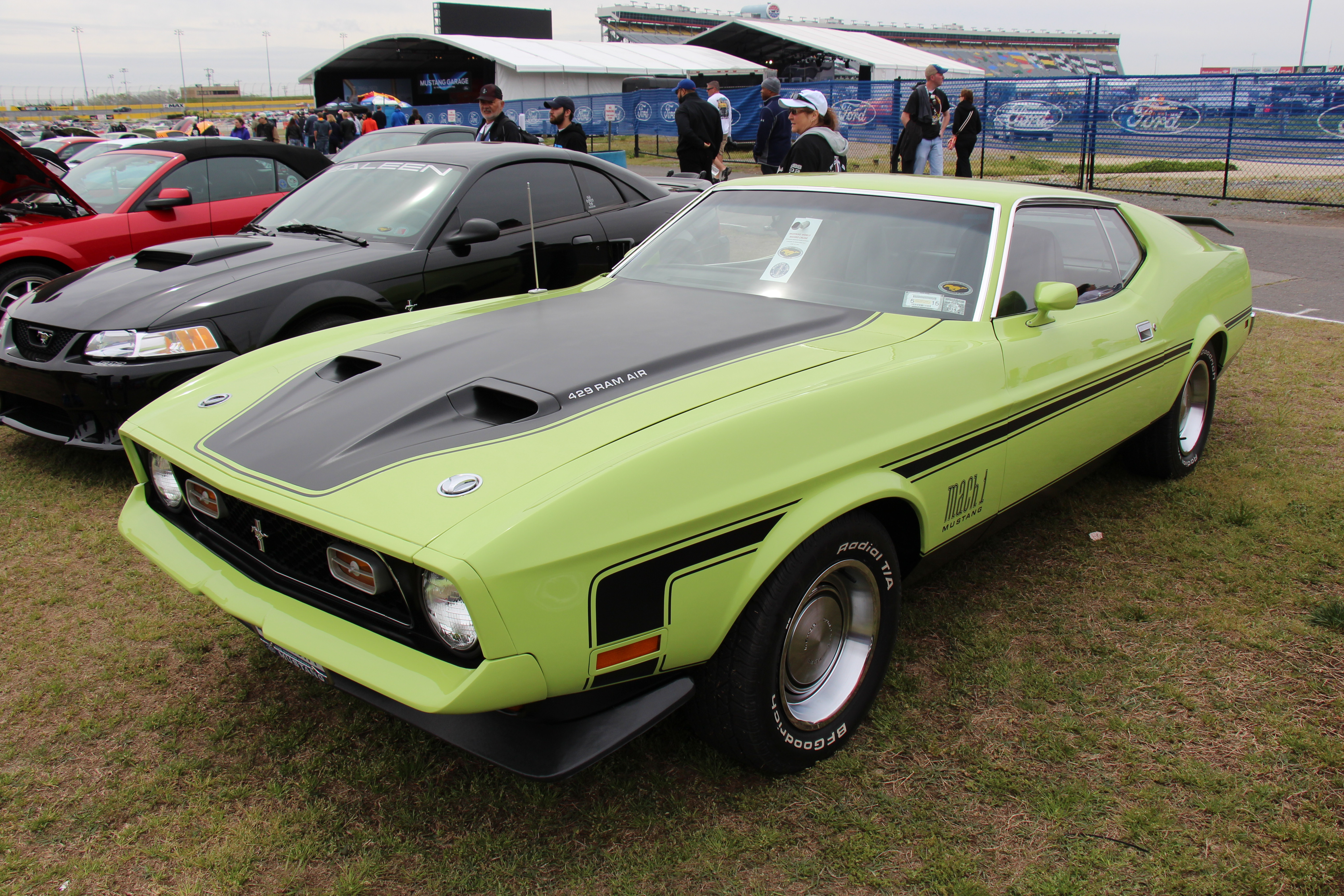
Ford Mustang Mach 1 429 de 1971

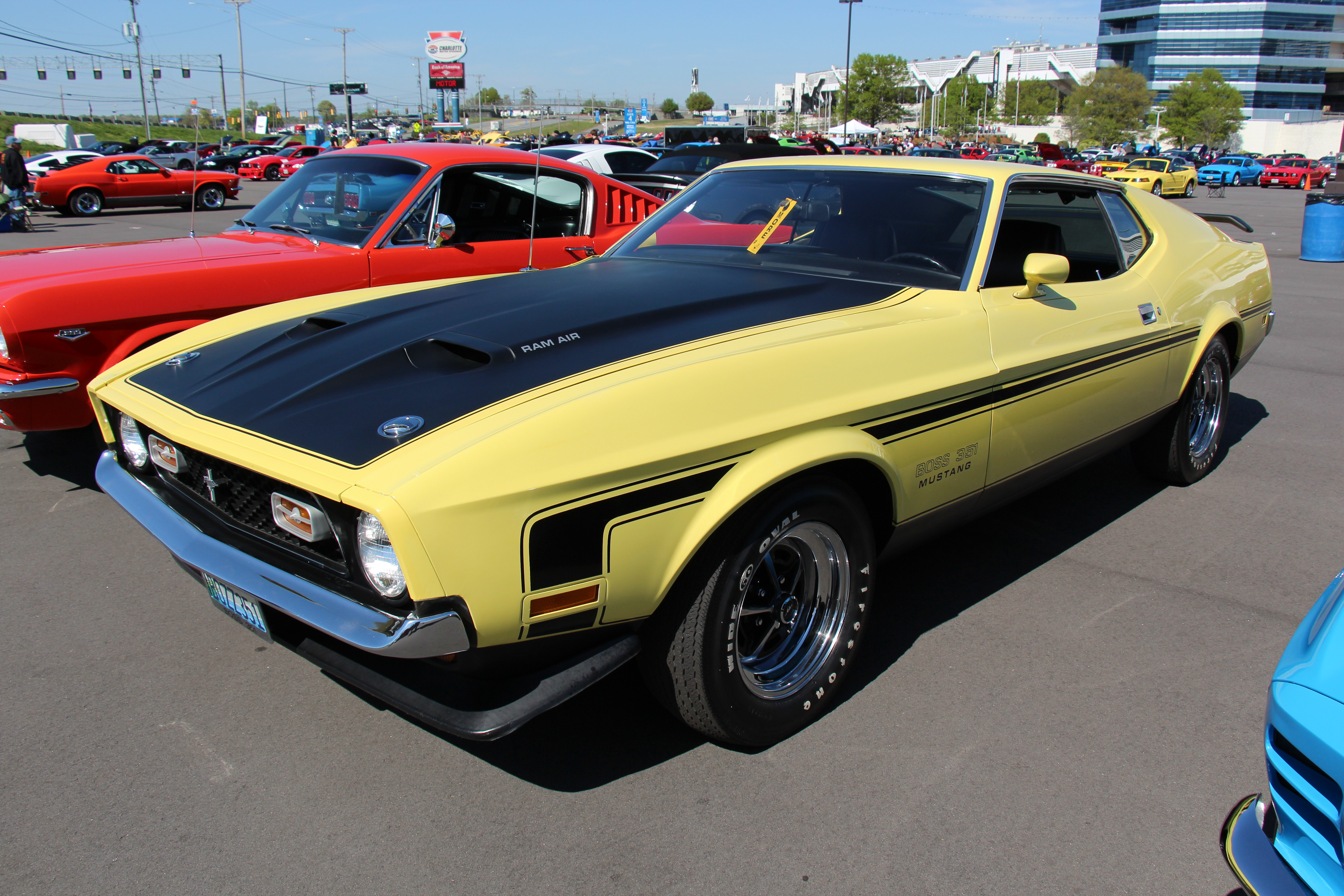
Ford Mustang Boss 351 de 1971

Les modèles SportsRoof étaient disponibles dans des configurations de base en plus des options de sport/performance, les Mach 1 et Boss 351.
Les Mach 1 étaient disponibles avec des peintures bicolores, des bandes optionnelles de style bâton de hockey, des écopes de capot NACA (NASA) (fonctionnelles sur 999 commandée avec Ram Air), des rétroviseurs latéraux de couleur assortie et des options sportives/performances supplémentaires. Tous les modèles Mach 1 sont livrés de série avec des pare-chocs avant en uréthane et une calandre alternative équipée de phares sport orange. Bien que la Mach 1 soit souvent associée au capot NACA (une option gratuite) et à d'autres éléments de style, des Mach 1 de base pouvaient être obtenues avec le capot standard et le moteur 302 2V.
Les modèles Boss 351 avaient une apparence similaire à celle de la Mach 1 et comprenaient un capot occultant plus grand que celui de la Mach 1, des spoilers avant et arrière, un double échappement sans découpes dans la jupe arrière et des pare-chocs chromés associés à la calandre avec les phares sport.

#### Cabriolet

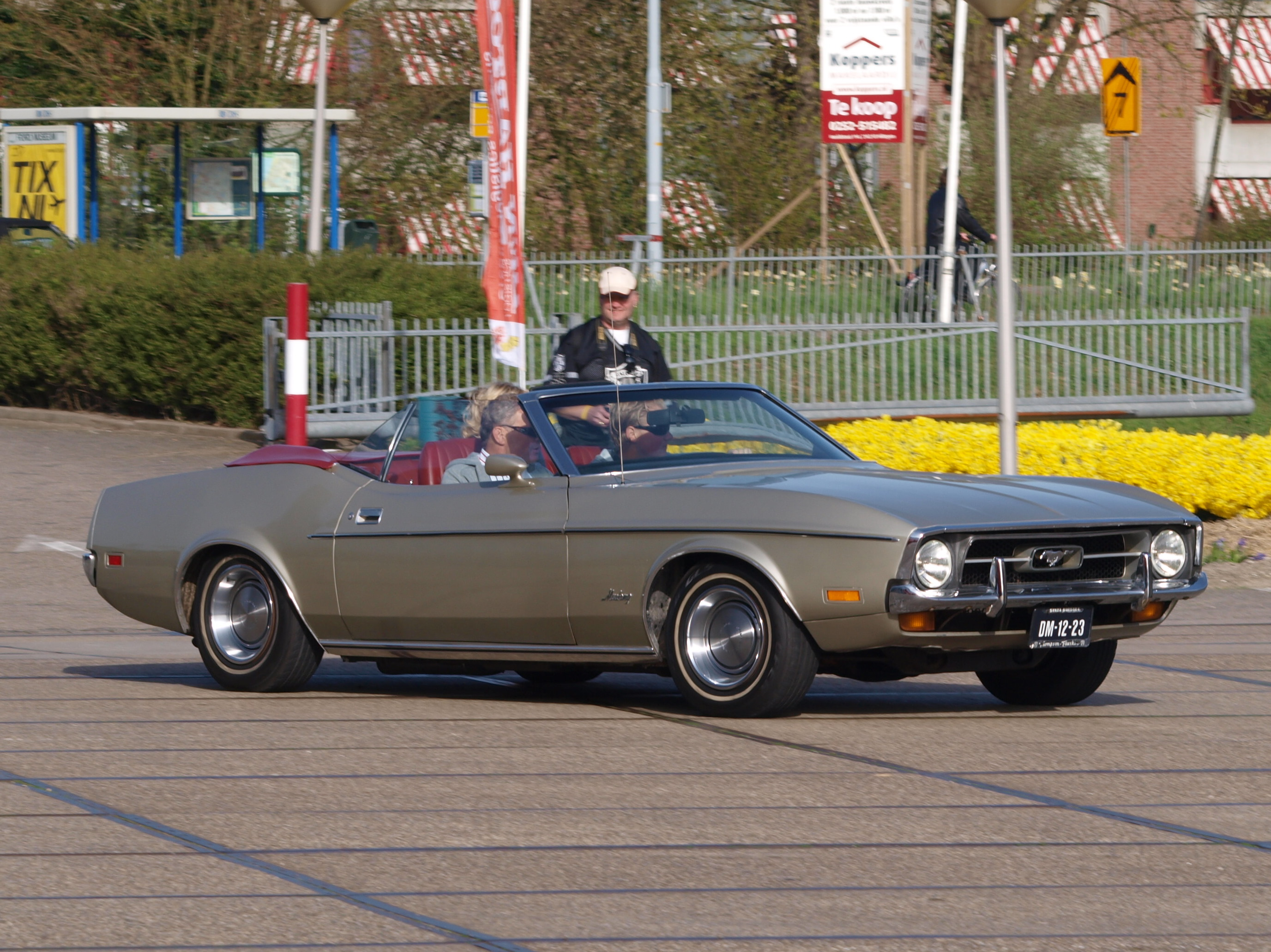
Ford Mustang Convertible 1971

Les cabriolets étaient équipés d'un toit électrique et d'une lunette arrière en verre. Les modèles de 1973 étaient les dernières Mustang disponibles en cabriolet jusqu'à l'année modèle 1983,,. Les cabriolets n'ont présenté aucune finition visuelle extérieure unique au cours de leur première année d'introduction.

### 1972

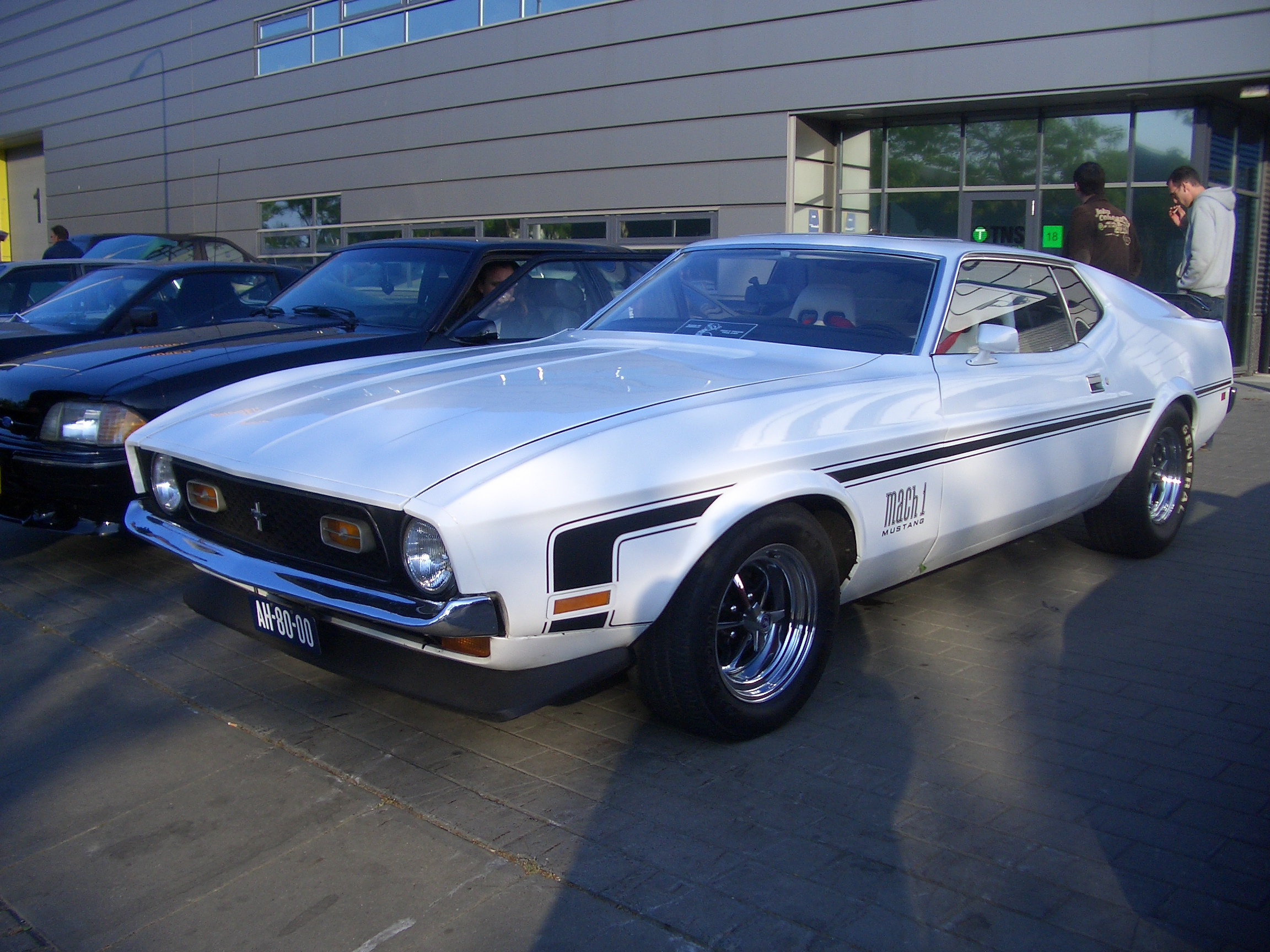
Mustang Mach 1 de 1972

En raison du resserrement des réglementations sur les émissions, l'édition Boss 351 et le moteur optionnel gros bloc 429 ont été abandonnés après 1971, laissant les moteurs de 5,8 L comme plus grosses variantes de moteurs disponibles pour 1972 (et 1973).
Les différences extérieures étaient pratiquement inchangées, bien que tous les modèles de 1972 aient été révisés avec des témoins d'avertissement «Boucler la ceinture de sécurité» sur le panneau de tableau de bord droit. La finition de garnitures extérieures «Decor Group» a également été révisé, permettant aux propriétaires de coupés et de cabriolets d'opter pour une peinture inférieure bicolore, ainsi que la calandre de style nid d'abeille avec phares sport des Mach 1/Boss 351 et le pare-chocs en uréthane de la Mach 1.
Une finition commémorative Olympic Sprint Edition (également disponible sur la Pinto et la Maverick) a été mis en vente entre mars et juin de cette année. Les éditions Sprint étaient disponibles dans les variantes à toit rigide et Sportsroof, et comportaient des schémas de peinture blanche avec des accents bleu clair et des décalcomanies de bouclier américain sur les panneaux de quart arrière. 50 autres cabriolets Sprint ont été produits exclusivement pour le Festival des cerisiers en fleurs de Washington de 1972,.
1972 a vu la fin de l'ère des moteurs de performance spéciaux pour les voitures Ford. Au milieu de l'année, Ford proposait un moteur Boss 351 légèrement désaccordé, qui pouvait être commandé avec n'importe quel modèle. Seuls 398 Mustang ont été construites avec le moteur à code R orienté pour la course de dragster et ils étaient désignés sous le nom de 351 HO. Les options obligatoires étaient le chargeur supérieur à 4 vitesses, arrière du boîtier de compétition N (avec les moteurs 427, 428, 429, Boss 351 et 351HO) et suppression de la climatisation. Le Ram Air fonctionnant sous vide n'était pas disponible. Cependant, le HO est venu avec le premier système d'induction d'air froid à temps plein dans une Mustang, acheminant l'air froid via un conduit en plastique de 2 pièces sous le plateau de batterie vers le tuba du filtre à air. Toutes les voitures à moteur 351 HO ont été fabriquées à Dearborn, MI.

### 1973

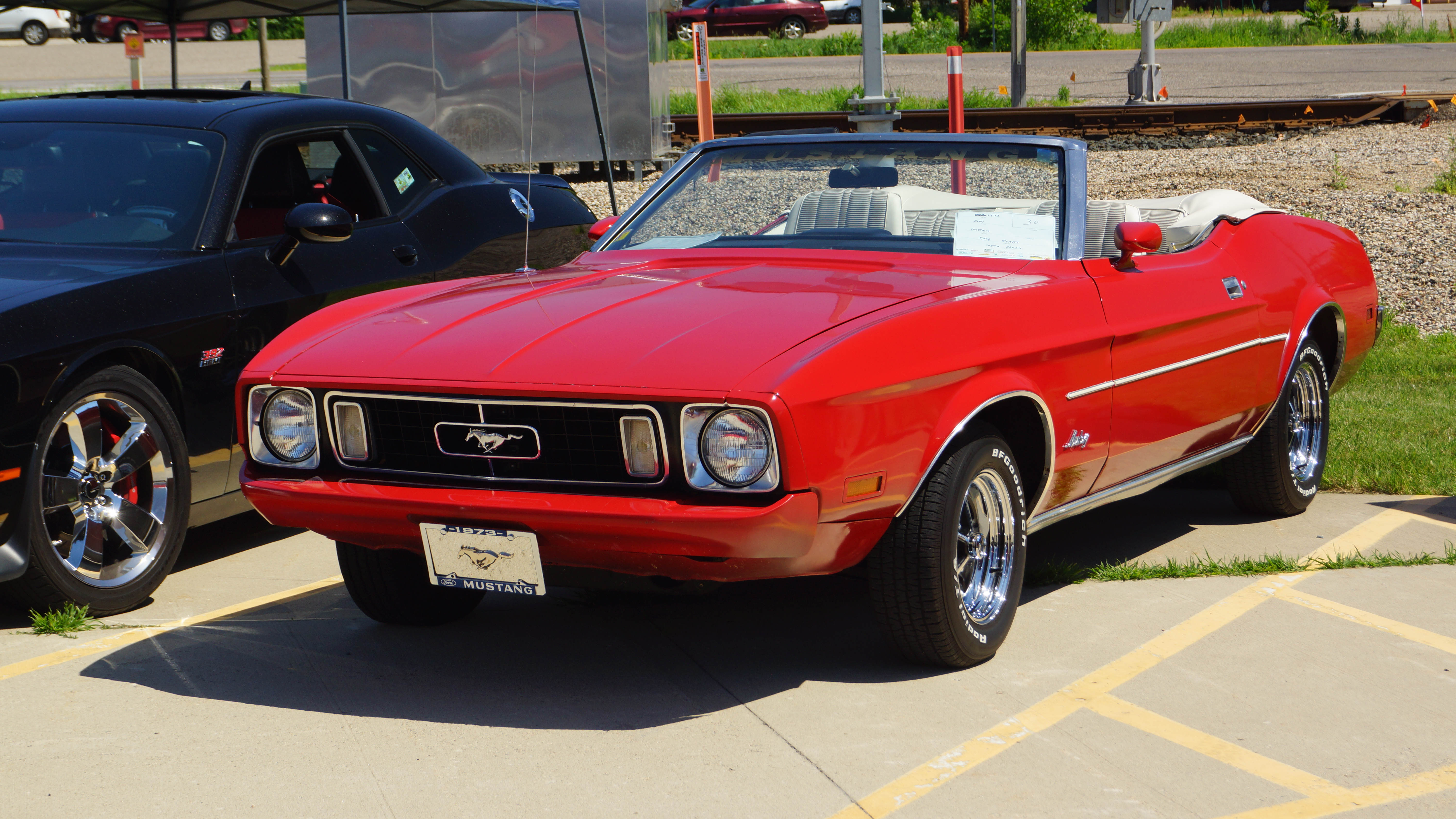
Ford Mustang Convertible de 1973

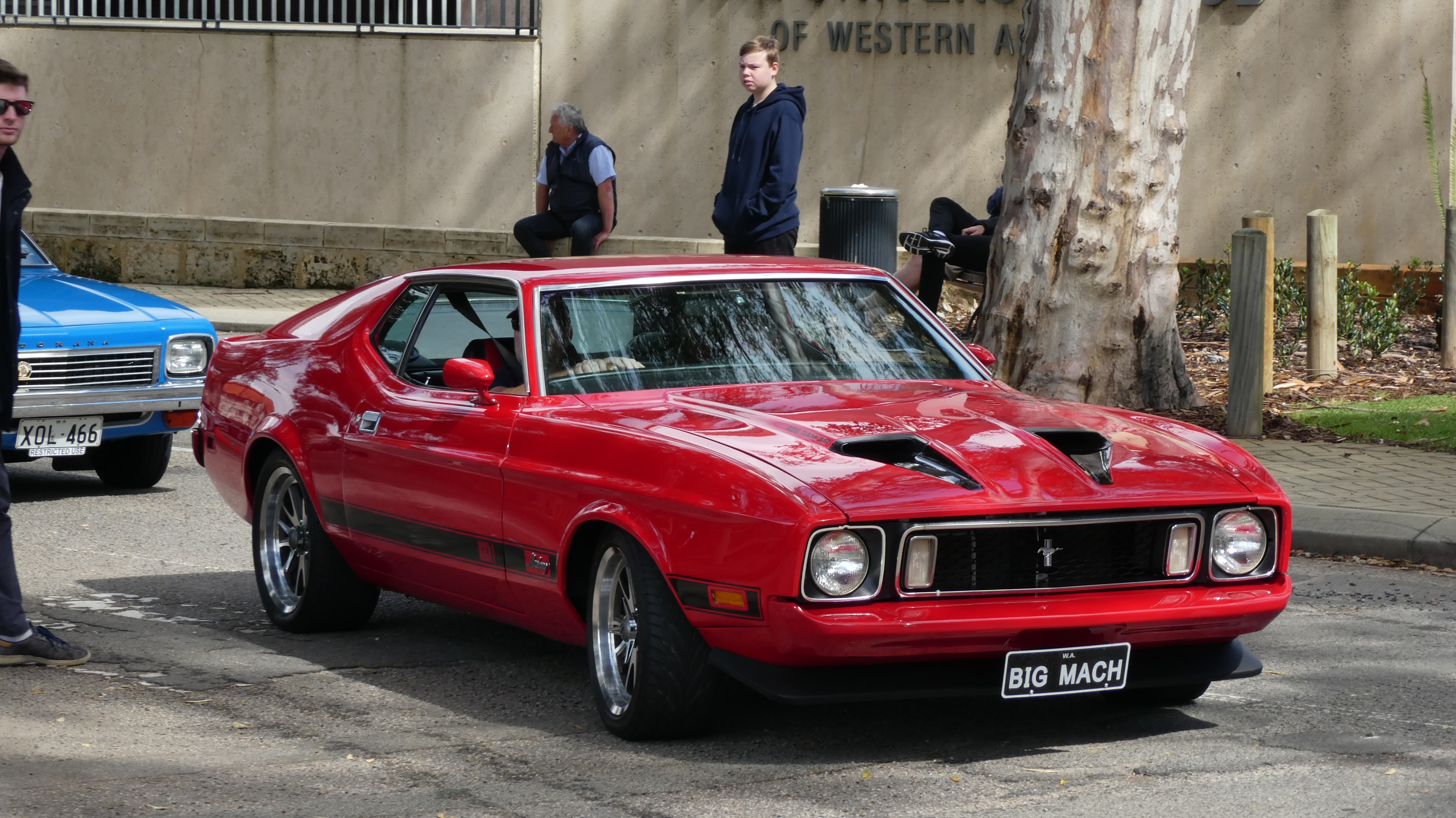
Ford Mustang Mach 1 de 1973

1973 a apporté un léger restylage. Le pare-chocs avant en uréthane est devenu standard et a été agrandi conformément aux nouvelles normes de la NHTSA. Tous les modèles de Mustang ont eu leurs phares sport remplacés par des clignotants verticaux, car le nouveau pare-chocs recouvrait les emplacements des clignotants précédents dans la jupe avant. Une calandre Mach 1 et une calandre de base étaient proposées, avec des motifs d'insert différents.
Les décalcomanies Mach 1 ont également été révisées en 1972 pour les modèles de 1973, et les bandes latérales précédentes de style bâton de hockey des modèles de 1971-1972 sont devenues une option sur les toits rigides et les cabriolets avec l'ajout du «groupe de décoration extérieure». Les roues Magnum 500, auparavant en option, ont été remplacées par des roues à 5 trous en aluminium forgé,,,.
La Mustang de l'année modèle 1973 était la version finale de la pony car originale, car le nom du modèle a migré vers l'économique Mustang II, basée sur la Ford Pinto, l'année suivante.

### Autres variantes
Un petit nombre de voitures produites au Mexique ont été fabriquées avec la finition «GT-351», sous licence Shelby de Mexico. De plus, 14 véhicules Shelby Europa ont été modifiés et décalés par le concessionnaire Shelby belge de Claude Dubois pour la clientèle européenne,,,,.

### Moteurs
Les constructeurs automobiles américains sont passés de la puissance brute à la puissance nette et du couple en 1972 (coïncidant avec l'introduction des moteurs à faible compression); ainsi, il est difficile de comparer les cotes de puissance et de couple entre 1971 et 1972,.
|      | Cylindrée du moteur, type, type de carburateur, code VIN                                                                    | Puissance max.                 | Couple max.            |
| ---- | --- | ------------------------------ | ---------------------- |
| 1971 | Six cylindres en ligne Thriftpower L-code de 4,1 L simple corps et Carter RBS                                               | 147 ch (108 kW) à 4 000 tr/min | 315 N m à 2 600 tr/min |
| 1971 | V8 Windsor H-code de 4,9 L double corps et Autolite 2100                                                                    | 213 ch (157 kW) à 4 600 tr/min | 401 N m à 2 600 tr/min |
| 1971 | V8 Cleveland H-code de 5,8 L double corps et Autolite 2100                                                                  | 243 ch (179 kW) à 5 400 tr/min | 475 N m à 3 400 tr/min |
| 1971 | V8 Cleveland M-code de 5,8 L quatre corps et Autolite 4300A                                                                 | 289 ch (213 kW) à 5 400 tr/min | 502 N m à 3 400 tr/min |
| 1971 | V8 CJ Cleveland Q-code de 5,8 L quatre corps et Autolite 4300A (fin de l'année modèle 1971 seulement; remplaçant du M-code) | 289 ch (213 kW) à 5 400 tr/min | 502 N m à 3 400 tr/min |
| 1971 | V8 Cleveland R-code de 5,8 L quatre corps et Autolite 4300D (Boss 351 seulement)                                            | 335 ch (246 kW) à 5 400 tr/min | 502 N m à 4 000 tr/min |
| 1971 | V8 Cobra Jet C-code de 7,0 L quatre corps et Rochester Quadrajet                                                            | 375 ch (276 kW) à 5 200 tr/min | 610 N m à 3 400 tr/min |
| 1971 | V8 Super Cobra Jet J-code de 7,0 L quatre corps et Holley 4150 (780 CFM)                                                    | 380 ch (280 kW) à 5 200 tr/min | 610 N m à 3 400 tr/min |
| 1972 | Six cylindres en ligne Thriftpower L-code de 4,1 L simple corps et Carter RBS                                               | 96 ch (71 kW) à 3 400 tr/min   | 267 N m à 1 600 tr/min |
| 1972 | V8 Windsor F-code de 4,9 L double corps et Autolite 2100                                                                    | 142 ch (104 kW) à 4 000 tr/min | 324 N m à 2 000 tr/min |
| 1972 | V8 Cleveland H-code de 5,8 L double corps et Autolite 2100                                                                  | 179 ch (132 kW) à 4 000 tr/min | 385 N m à 2 000 tr/min |
| 1972 | V8 CJ Cleveland Q-code de 5,8 L quatre corps et Autolite 4300D                                                              | 270 ch (198 kW) à 5 400 tr/min | 408 N m à 3 600 tr/min |
| 1972 | V8 Cleveland H.O. R-code de 5,8 L quatre corps et Autolite 4300D                                                            | 279 ch (205 kW) à 6 000 tr/min | 388 N m à 3 800 tr/min |
| 1973 | Six cylindres en ligne Thriftpower L-code de 4,1 L simple corps et Carter RBS                                               | 99 ch (73 kW) à 3 400 tr/min   | 267 N m à 1 600 tr/min |
| 1973 | V8 Windsor F-code de 4,9 L double corps et Autolite 2100                                                                    | 142 ch (104 kW) à 4 000 tr/min | 324 N m à 2 000 tr/min |
| 1973 | V8 Cleveland H-code de 5,8 L double corps et Autolite 2100                                                                  | 179 ch (132 kW) à 4 000 tr/min | 385 N m à 2 000 tr/min |
| 1973 | V8 CJ Cleveland Q-code de 5,8 L quatre corps et Autolite 4300D                                                              | 270 ch (198 kW) à 5 400 tr/min | 408 N m à 3 600 tr/min |
| ,    | |                                |                        |

## Production
En 1964, les ventes de Mustang ont commencé avec 22 000 commandes prises le premier jour de l'Exposition universelle et dans tout le pays. Au cours des deux premières années de production, les trois usines de la Ford Motor Company à Milpitas, en Californie; Dearborn, Michigan; et Metuchen, New Jersey ont produit près de 1,3 million de Mustang.
À partir de 1965, la Mustang est également fabriquée à l'usine de La VIlla au Mexique. Au départ, seul le toit rigide avec moteur V8 (initialement le moteur 289, le moteur 351 a été ajouté en 1970). La Mach 1 fastback a été ajouté en 1973[citation nécessaire].

### Réaction de l'industrie

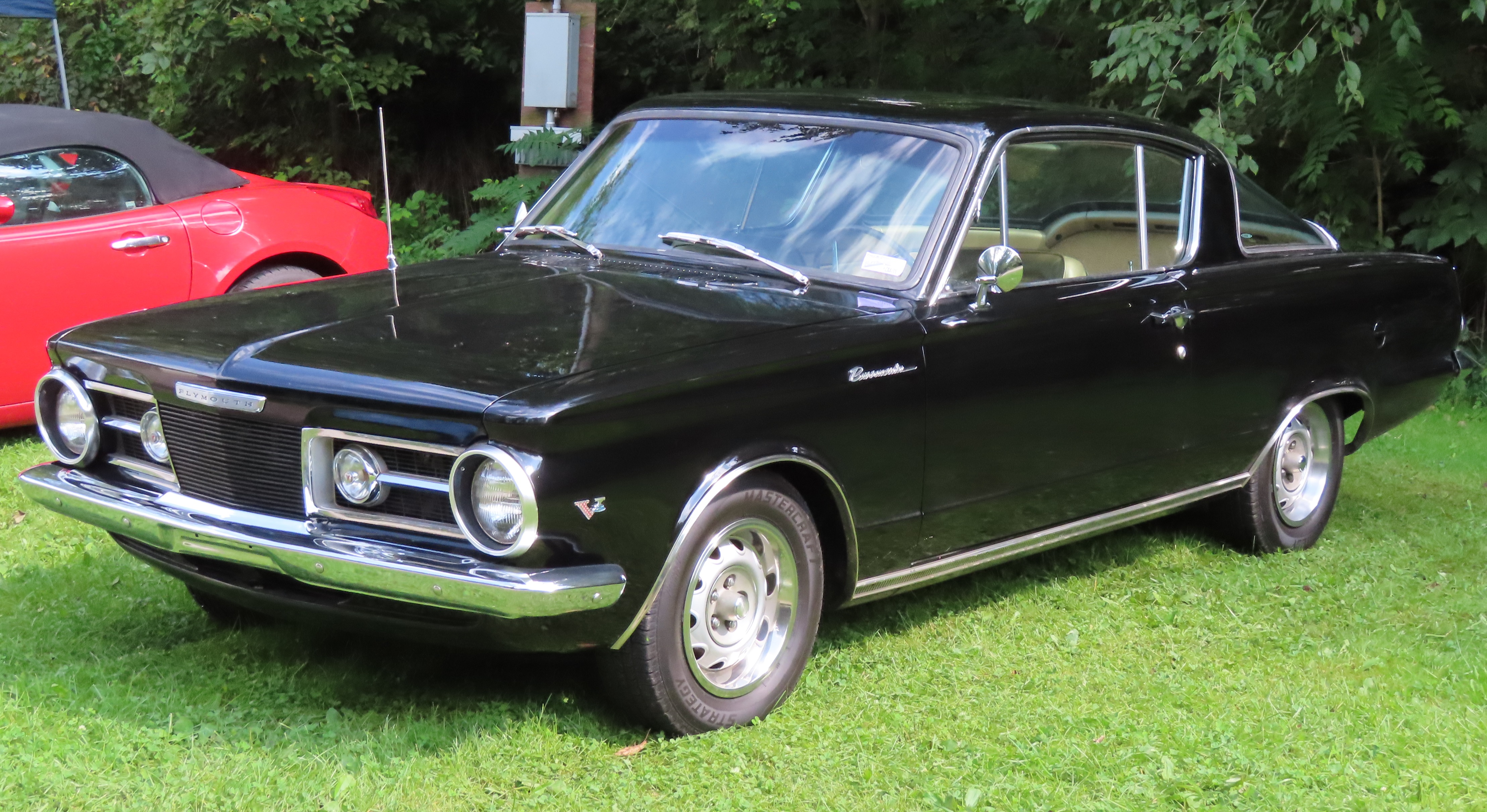
Plymouth Barracuda 1964

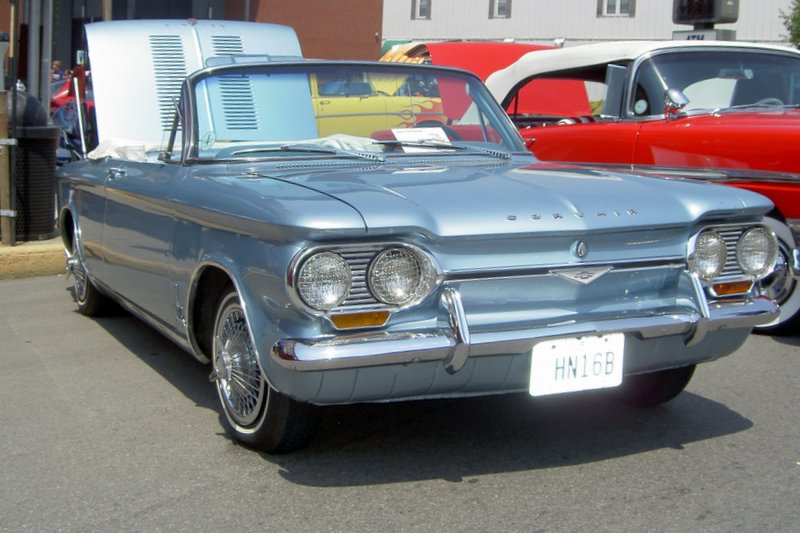
Corvair Monza 900 Turbo Spyder 1962

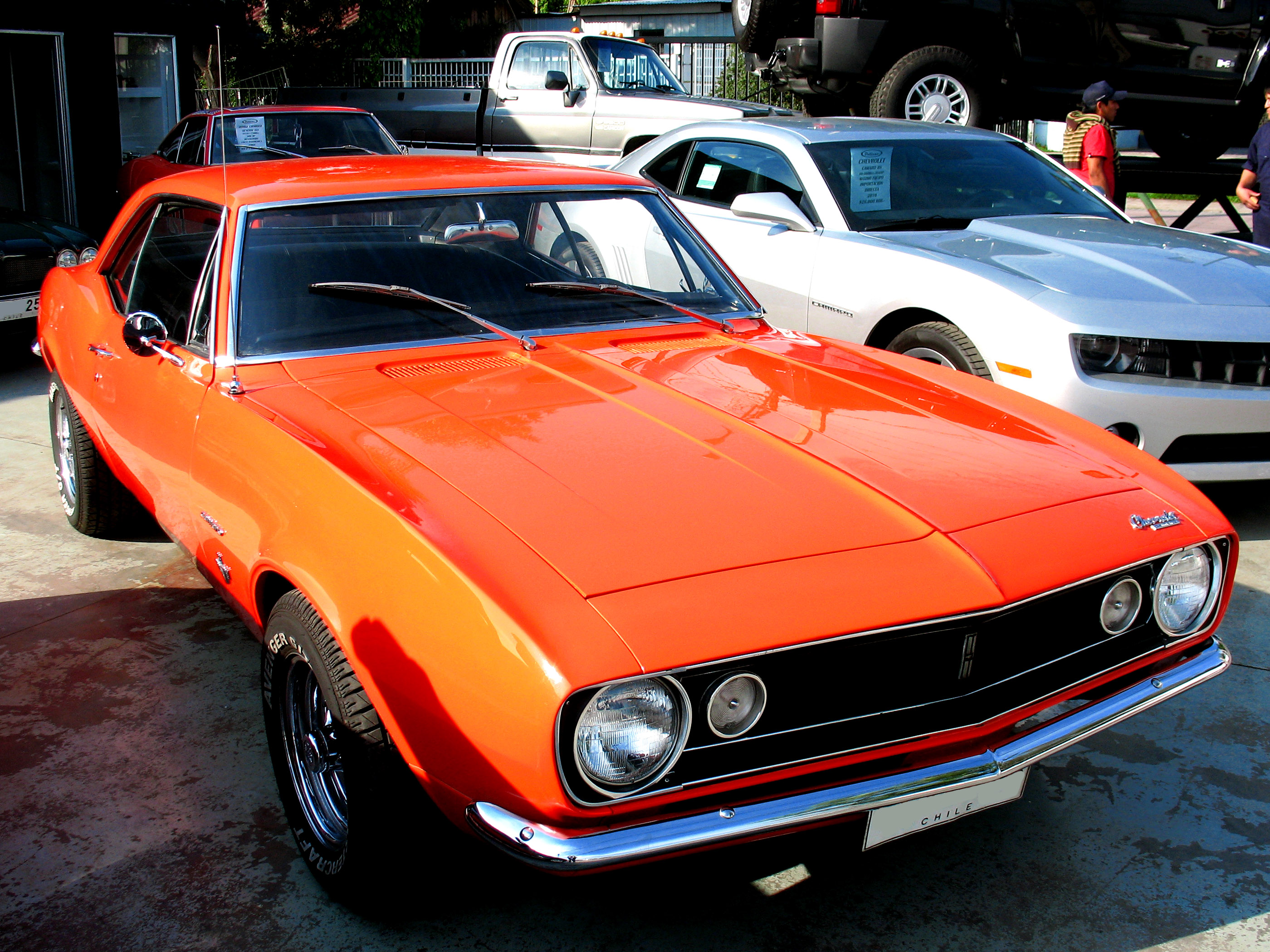
Chevrolet Camaro 1967

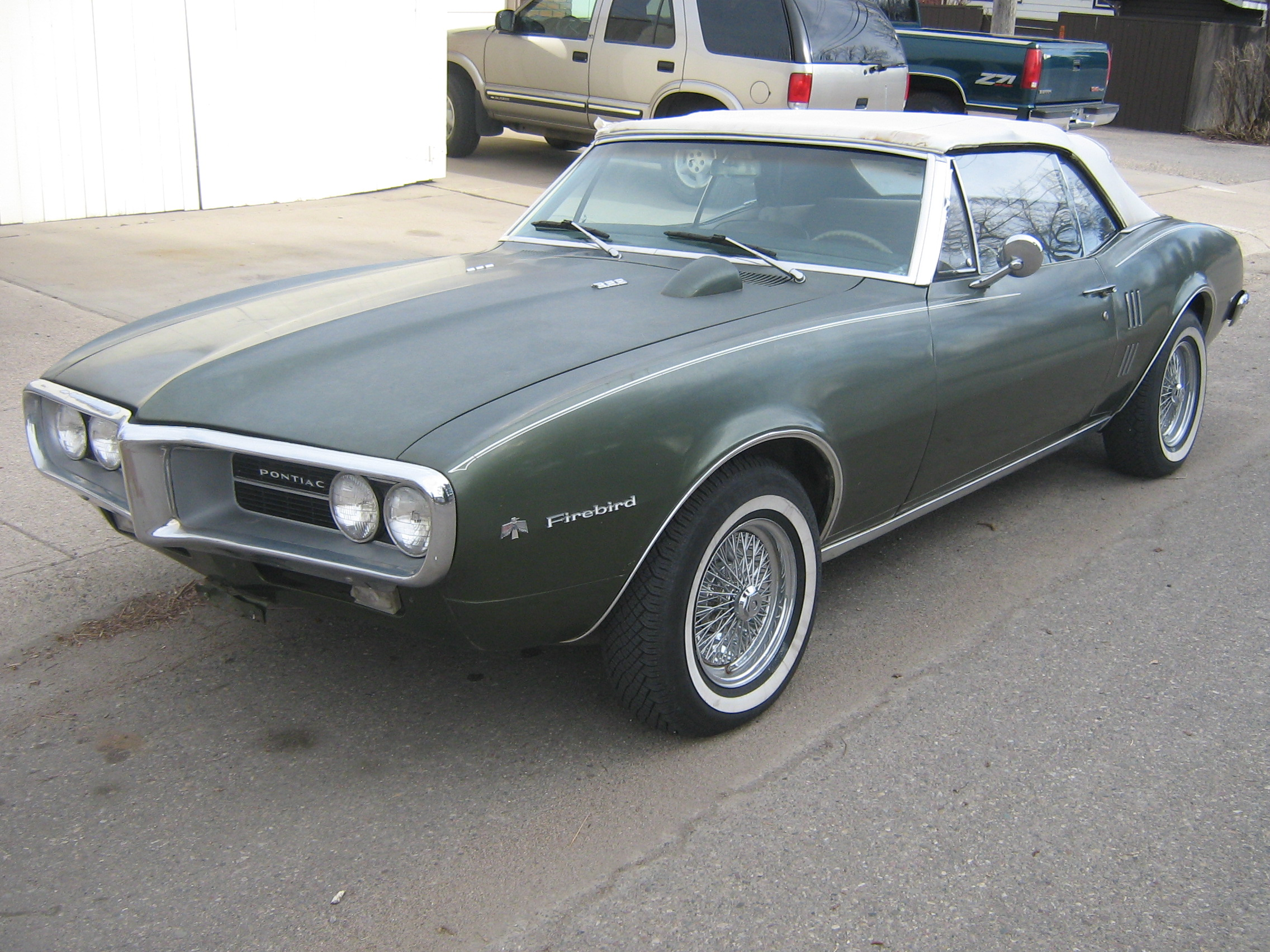
Pontiac Firebird convertible 1967

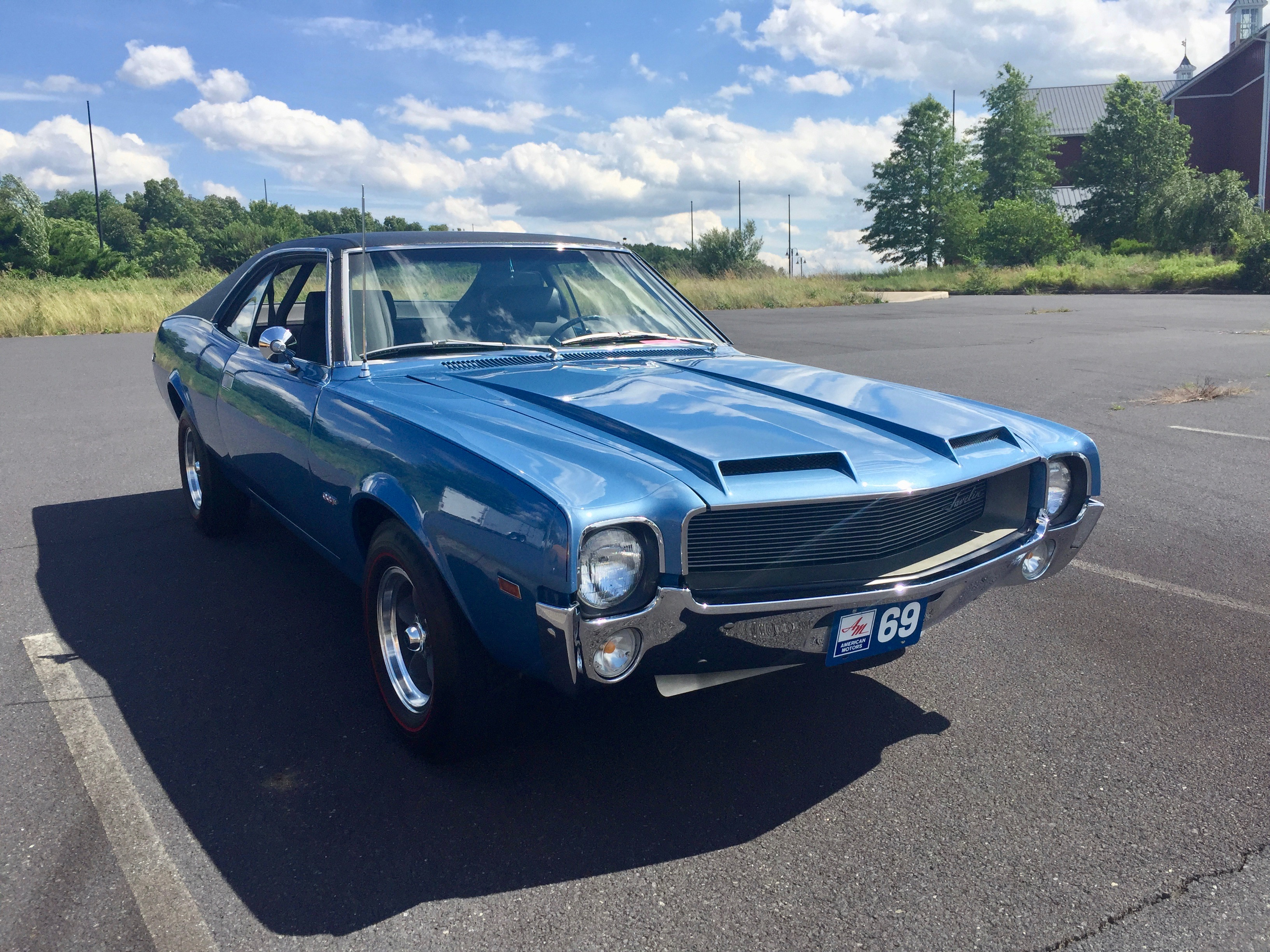
AMC Javelin SST 1969

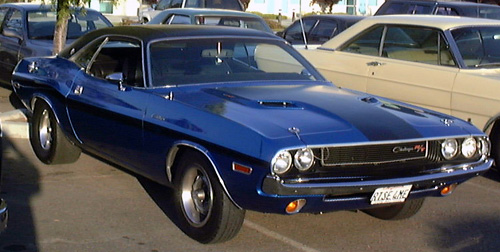
Dodge Challenger RT 1970

Le succès de la Mustang a laissé General Motors au dépourvu. Chrysler a présenté la Plymouth Barracuda quelques semaines avant la Mustang, et bien qu'elle ait été plus tard redessinée en tant que "pony car" distincte, c'était, au départ, une Plymouth Valiant modifiée. Cependant, la Barracuda n'a pas bénéficié d'une demande du marché aussi forte que la Mustang de Ford. Les dirigeants de General Motors pensaient que la Chevrolet Corvair Monza à moteur arrière concurrencerait la Mustang, mais elle s'est également mal vendue en comparaison. La Monza a bien performée, mais manquait d'un moteur V8 et sa réputation a été ternie par Ralph Nader dans son livre, Dangereuse quelle que soit la vitesse. Il a fallu à GM jusqu'à l'année modèle 1967 pour contrer avec la Chevrolet Camaro et la Pontiac Firebird. Lincoln-Mercury a rejoint la compétition en 1966 avec la Mercury Cougar, une «Mustang haut de gamme» et ensuite voiture de l'année Motor Trend. En 1967, American Motors (AMC) a introduit la Javelin, une pony car quatre places qui change l'image,. Pour l'année modèle 1970, la Dodge Challenger, une version sur base de la plate-forme de la Plymouth Barracuda, a été la dernière à rejoindre la course des pony car. Ce genre de petites voitures sportives est souvent appelé «pony car» en raison de la Ford Mustang qui a établi ce segment de marché.